# Kathedrale von Chartres
Die Kathedrale von Chartres (französisch Cathédrale Notre-Dame de Chartres, deutsch Kathedrale Unserer Lieben Frau zu Chartres) in der nordfranzösischen Stadt Chartres gilt als das „Urbild“ einer Kathedrale des französischen Gothique classique. Im Jahr 876 weihte Karl der Kahle dort eine Kirche und übergab dem Sanktuarium eine heilige Reliquie, die als Sancta Camisia bezeichnete Tunika, die die Jungfrau Maria bei der Verheißung der Geburt Jesu durch den Erzengel Gabriel (bekannt als Mariä Verkündigung) getragen haben soll. Heute ist in der Kirche ein ungefähr 30 × 30 cm großes Tuch dieser Tunika zu besichtigen. Die Kathedrale ist der Sitz des Bischofs des römisch-katholischen Bistums Chartres. Der gotische Neubau begann kurz nach 1194 und dauerte bis 1260 (Kirchweihe am 24. Oktober 1260). Er ist mehr als 130 m lang und etwa 64 m breit. Im Jahr 1908 wurde die Kathedrale zur Basilica minor erhoben und 1979 in das UNESCO-Welterbe aufgenommen. Der Bildhauer Auguste Rodin nannte sie die „Akropolis Frankreichs“.

## Bedeutung
Chartres ist in mehrerlei Hinsicht einmalig. Die Kirche wirkt in der kleinen Stadt beherrschend, ist in der flachen Landschaft schon von fern sichtbar und vermittelt selbst heute noch ungefähr den Eindruck, den sie seit dem 13. Jahrhundert auf die Zeitgenossen ausübte, als solch ein Bauwerk wie ein überirdisch-göttliches Symbol in einer profanen Umwelt stand. Die Kathedrale einer Stadt war der größte und höchste Raum, zumal damals meist noch keine anderen festen öffentlichen Bauten existierten wie Rathäuser, Theater und Markthallen.
Chartres ist im Lauf der Geschichte nie zerstört worden. Während an vielen Kathedralen die Portalfiguren im Bildersturm der Hugenotten oder der Französischen Revolution untergingen und zahllose Glasmalereien dem Bedürfnis nach mehr Helligkeit zum Opfer fielen, ist in Chartres der bedeutende plastische Schmuck fast unversehrt erhalten, ebenso nahezu sämtliche 176 Fenster. Daher kann keine andere Kathedrale die Atmosphäre der Hochgotik so unverfälscht vermitteln.
In dieser Kathedrale laufen viele entscheidende kunst- und kulturhistorische Strömungen des ausgehenden 12. und beginnenden 13. Jahrhunderts zusammen und haben daher zahlreiche Autoren zu ausführlichen Darstellungen und Deutungen veranlasst.

## Geschichte

Plan der Krypta

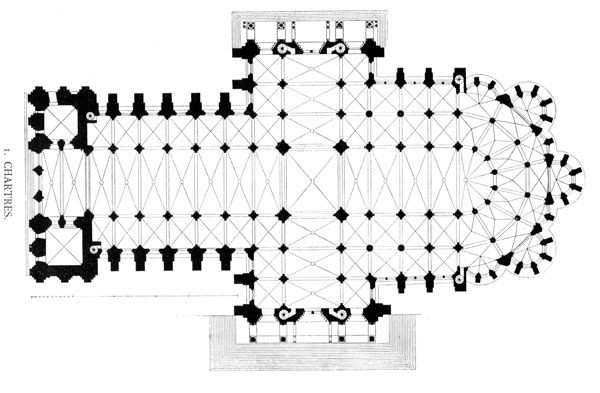
Grundriss der Kathedrale von Chartres, korrekt mit polygonalem Chorschluss

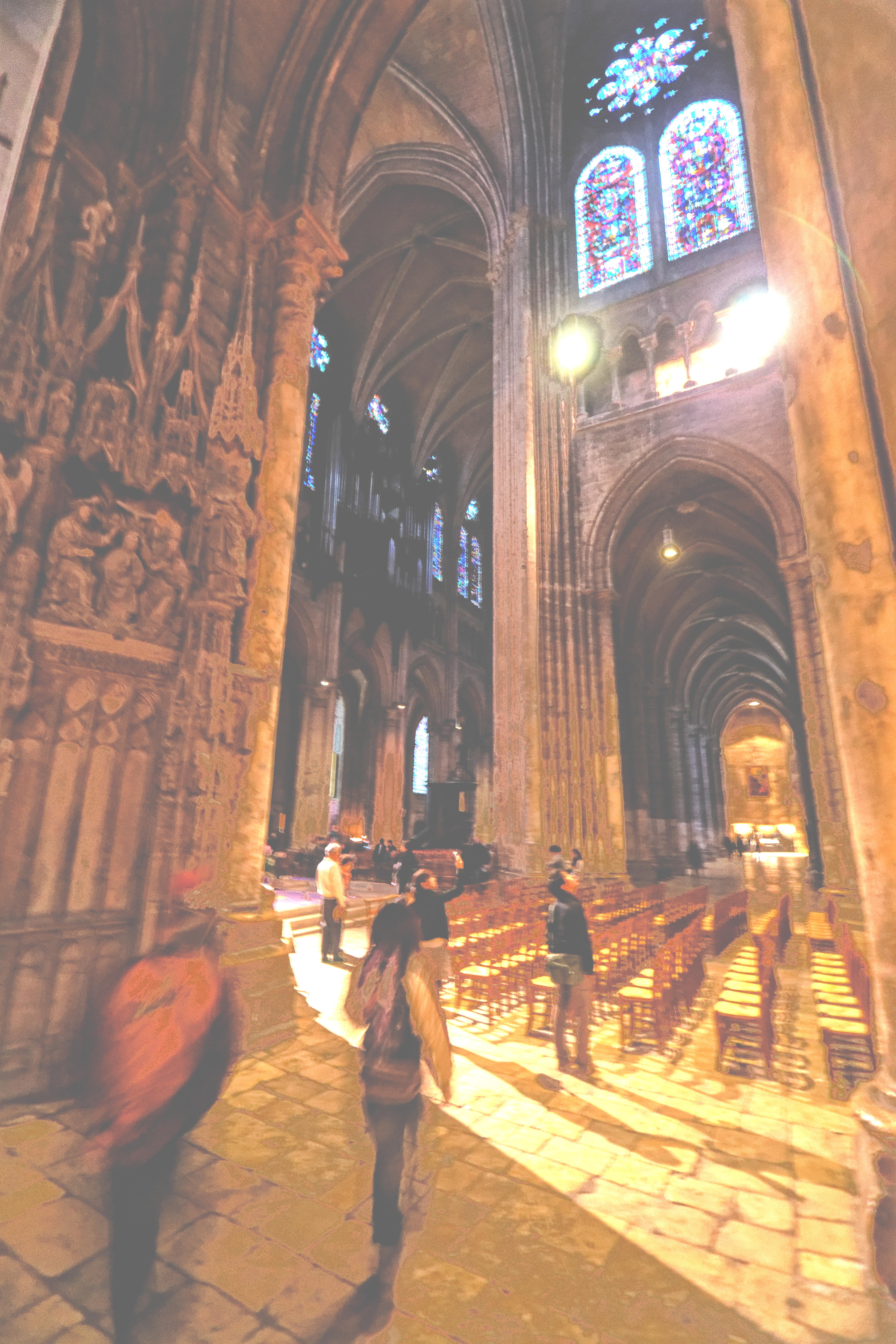
Blick aus dem Nordschenkel des Chorumgangs ins Schiff

### Vorgängerbauten
Das älteste Gemäuer in der Kathedrale ist der keltische Brunnen in der Krypta. Dessen rundes Tunnelrohr endet 33,55 m unter dem Boden der Krypta in einem exakt an den Himmelsrichtungen ausgerichteten quadratischen Becken. Der Brunnen wurde im 17. Jahrhundert zugeschüttet und Anfang des 20. Jahrhunderts von René Merlét wieder ausgegraben. Es gibt Legenden, nach denen Druiden am späteren Ort der Kathedrale eine „virgo paritura“ (Jungfrau, die gebären wird) verehrt hätten.
Der erste Kathedralbau an der Stelle wurde Mitte des 4. Jahrhunderts errichtet, damals zu Füßen der gallo-römischen Ringmauer. Sie wird heute auch Kathedrale des Aventinus genannt, nach dem ersten Bischof der Stadt. 743 oder 753 wurde diese Kirche von westgotischen Truppen unter Herzog Hunald von Aquitanien niedergebrannt.
Der alsbald errichtete Nachfolgebau wurde 858 von wikingischen Seeräubern zerstört; Bischof Giselbert ließ ihn größer wieder aufbauen. Auf Fundamente dieses dritten Kathedralengebäudes sollen sich Mauern der heutigen Chapelle Saint-Lubin (Kapelle des heiligen Leobinus von Chartres) stützen.
Im Jahre 876 vermachte Karl der Kahle der Kathedrale die Sancta Camisia, das Hemd, das Maria bei der Geburt Jesu getragen haben soll. Nach anderen Quellen trug die Jungfrau Maria das Gewand, als der Erzengel Gabriel ihr die Geburt Jesu verkündete. Seither besitzt Chartres eine der wichtigsten Reliquien des Abendlandes. Die daran knüpfenden Marienwallfahrten waren über Jahrhunderte der wichtigste Wirtschaftsfaktor der Stadt.
Am 5. August 962 ging die karolingische Kathedrale bei einem Krieg zwischen Herzog Richard I. der Normandie und dem Grafen von Chartres in Flammen auf. Der Nachfolgebau wurde am 7. bis 8. September 1020 Opfer eines durch Unfall entstandenen Feuers.
Daraufhin ließ Bischof Fulbert einen romanischen Neubau errichten. Die noch heute erhaltene Krypta der fünften Kathedrale entstand noch im selben Jahr. Sie erstreckt sich nicht nur unter dem gesamten Chor, sondern auch schlauchförmig unter der ganzen Länge der Seitenschiffe. Hier ist heute auch ein Museum untergebracht. Die Bauzeit betrug vier Jahre, die Fertigstellung war 1024. Im Jahr 1037 wurde die Weihe vollzogen, acht Jahre nach Fulberts Tod. Schon 1134 gab es in Chartres einen weiteren Stadtbrand, der von der neu erbauten Kirche aber nur die Vorhalle und einen Turm zerstörte. Vor der alten Fassade wurde sofort ein neuer Nordturm gebaut und 1150 vollendet. Zwischen neuem Nordturm und altem Südturm fand das um 1145 entstandene Königsportal seinen Platz. Womöglich wurde es umgesetzt. Um das Datum und die Art und Weise dieser Versetzung streiten sich die Gelehrten, weil davon eine genaue Deutung der einzelnen Elemente abhängt. Sicher bekannt ist nur, dass sie vor 1194 durchgeführt wurde.

### Stadtbrand von 1194 und heutiges Bauwerk

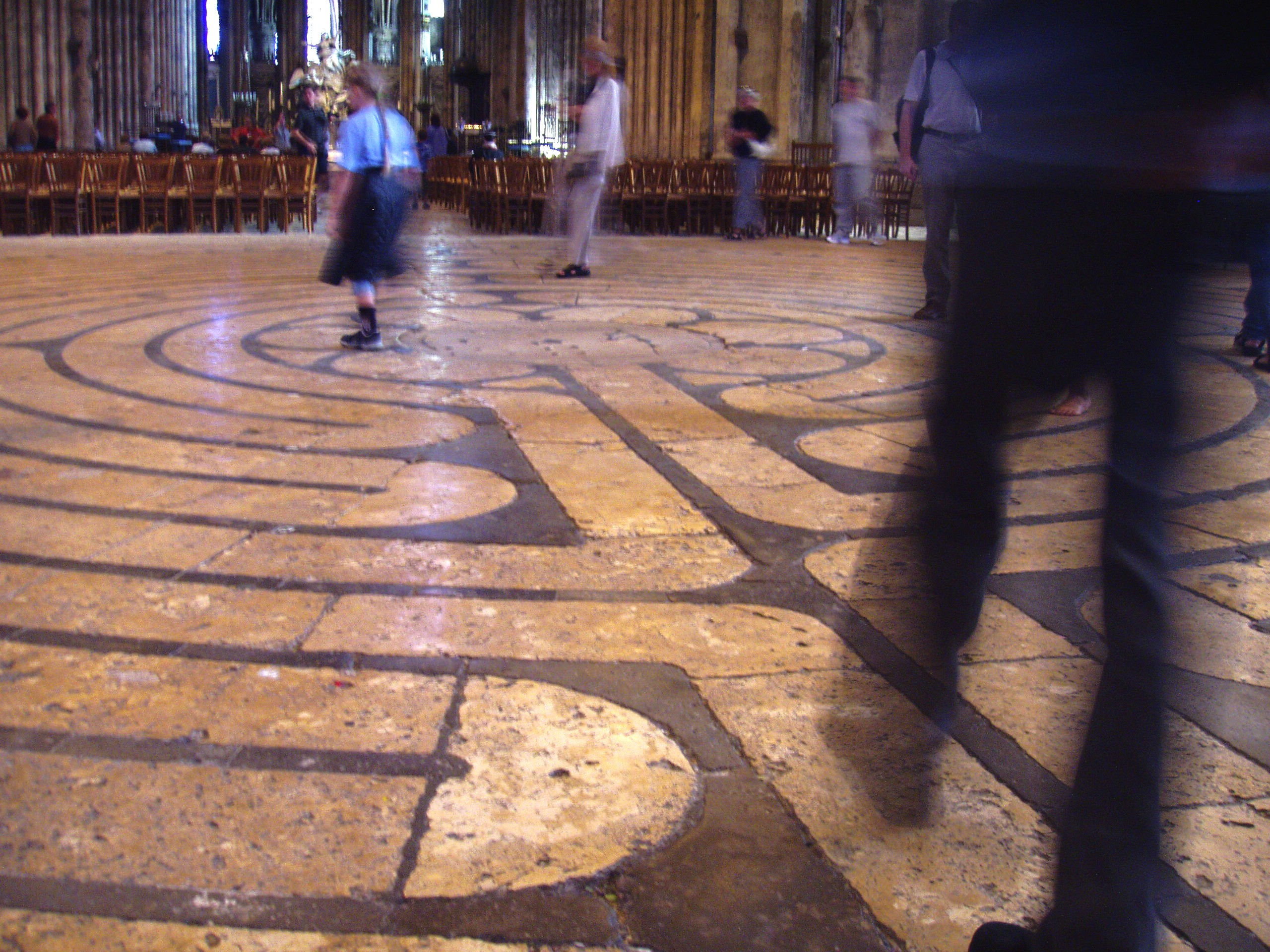
Labyrinth in der Vierung

In der Nacht vom 10. auf den 11. Juni 1194 zerstörte ein Stadtbrand die wie damals üblich mit viel Holz gebaute romanische Kirche fast vollständig. Man entschloss sich sofort zu einem Neubau auf den alten Grundmauern, um die Bauzeit möglichst kurz zu halten. Damit waren die Maße der sechsten Kathedrale an dieser Stelle festgelegt. Außer den Grundmauern und der Krypta wurde auch das berühmte dreiteilige Königsportal, die Porte Royale, von der fünften Kathedrale übernommen und ist damit älter als das übrige Bauwerk.
Der Neubau begann also 1194. Der Bau ging laut den Aufzeichnungen zügig voran – bereits 1220 soll die Kathedrale eingewölbt gewesen sein. Querhausportale, Glasfenster und Skulpturen wurden schließlich noch 1260 vollendet, so dass die Kirchenweihe 66 Jahre nach Baubeginn erfolgte. Bedeutenden Anteil an der Gestaltung hatte der Baumeister Villard de Honnecourt, der auch das berühmte Labyrinth von Chartres entworfen hat.

### Renovierungskampagne seit 1994
Um der Kathedrale wieder das ursprünglich Anfang des 13. Jahrhunderts realisierte polychrome Aussehen zurückzugeben, wurden sehr aufwendige Renovierungsarbeiten begonnen. Frühere Untersuchungen hatten zahlreiche Farbreste identifizieren können, die auf eine bis zu 80%ige farbliche Ausgestaltung der Verkleidung hinwiesen. Eine große Zahl von Konservatoren und Wissenschaftlern wurden an den Maßnahmen beteiligt.
Die Techniken der Renovierung der Steinflächen beinhalten nach sorgfältigen Analysen die Reinigung mit Hilfe mechanischer Werkzeuge, mit demineralisiertem Wasser aber auch mit Latex als Filmbildner. Es werden anschließend in alter Technik die farbigen Applikationen aufgebracht.
Besondere Aufmerksamkeit findet auch die Reinigung und Renovierung der Chorschranke, die dadurch ihr ursprüngliches fast strahlendes Weiß wieder erlangt hat.
Auch die unvergleichlichen Glasfenster werden instand gesetzt. Zum zusätzlichen Schutz werden diese mit Hilfe von speziellem Sicherheitsglas verdoppelt.
Eine aesthetische Einschätzung der Arbeiten im Rahmen der Kathedrale wird erst nach Abschluss aller Arbeiten möglich sein. Immerhin haben die Erfahrungen mit den Arbeiten an Chartres großen Einfluss bei den Behebungen der Schäden an Notre Dame de Paris gehabt.

### Architekturgeschichtliche Einordnung

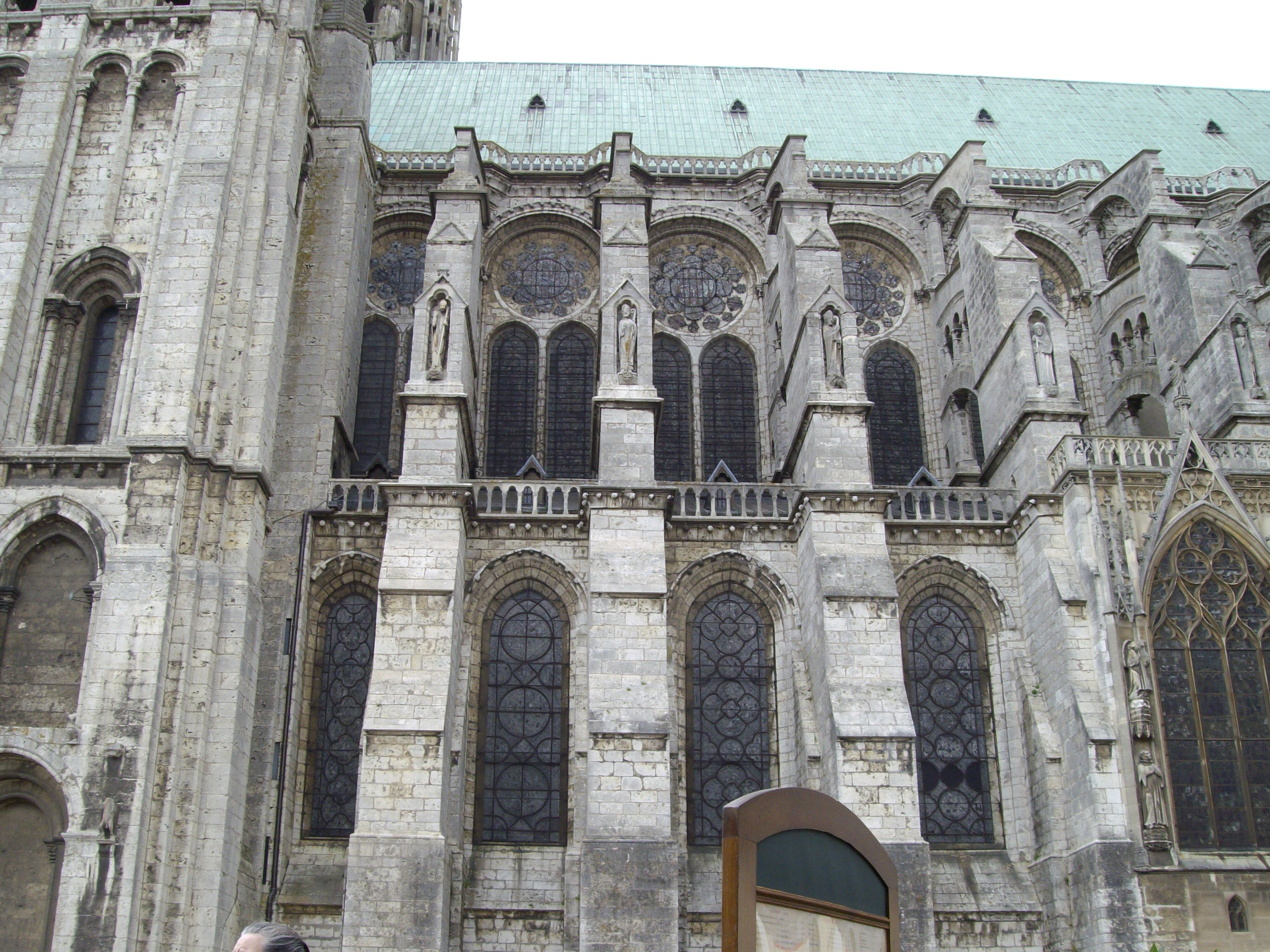
Frühgotische Fenster: unten ohne Maßwerk, oben mit Vor-Maßwerk

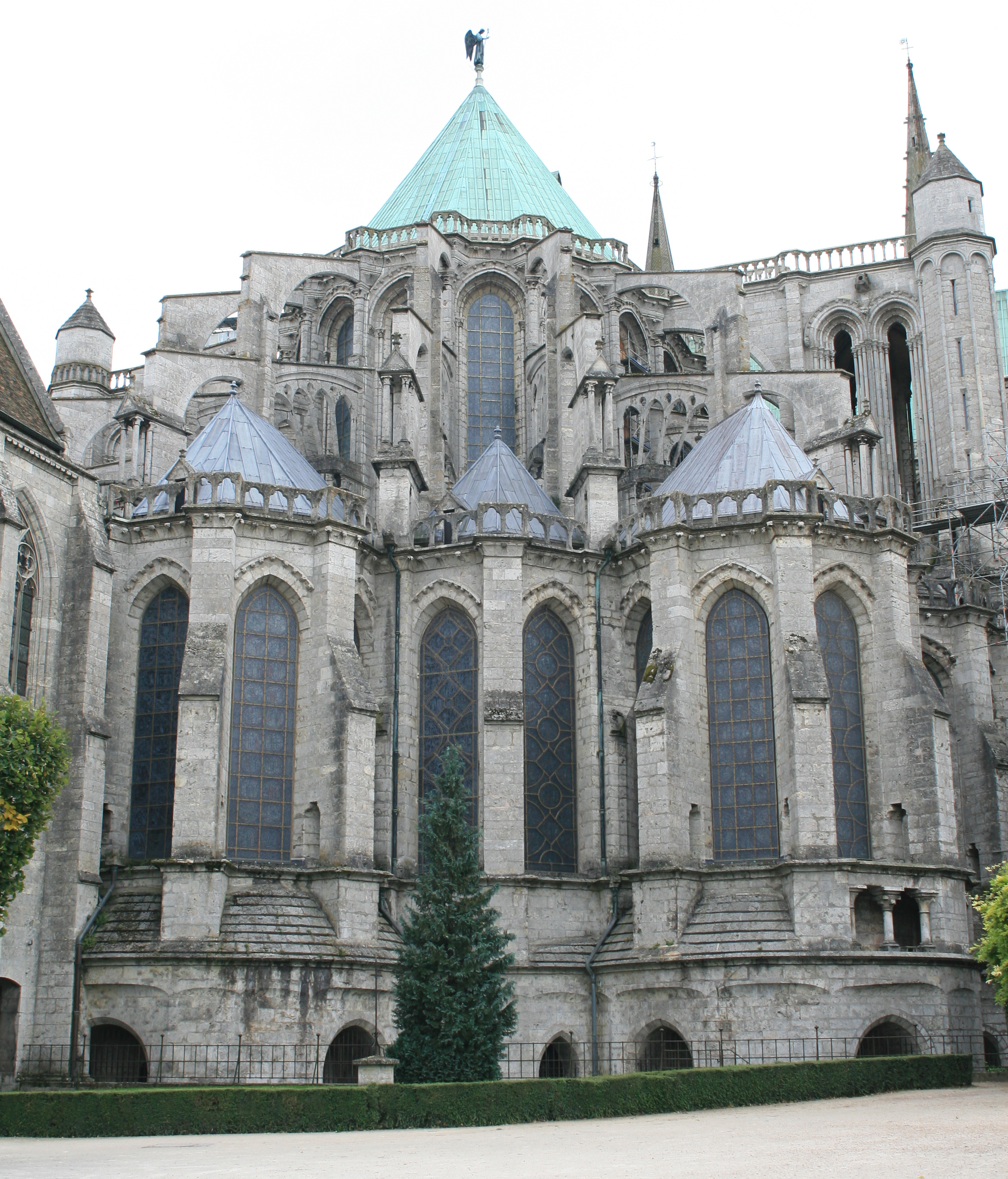
Chorobergaden und Kapellen polygonal, aber alle Fenster frühgotisch

Von 1180 bis 1270 wurden in Frankreich etwa 80 Kathedralen und beinahe 500 Klöster errichtet, man baute also im ganzen Land repräsentative Kirchen geradezu um die Wette. Chartres gilt dabei als Ausgangsbau der zweiten Phase der Gotik in Frankreich, genannt Gothique classique. Ausdruck dieser Stilphase sind:
- Basiliken mit Triforium, nicht mehr mit Emporen
- die polygonalen Schlüsse von Binnenchor, Chorumgang und Kapellen
- Säulen mit Vorlagen (Diensten) für Gurt- und Arkadenbögen
- die allgemeine Verwendung vierfeldriger Gewölbe. Im Gothique primitif (und wenigen frühgotischen Einwölbungen in Deutschland) gibt es über den Mittelschiffen oft sechsfeldrige Doppeljoche, die sich als Reminiszenz des gebundenen Systems deuten lassen.

In gängigen deutschen Handbüchern wird Gothique classique unglücklicherweise mit „Hochgotik“ übersetzt, obwohl die Hochgotik in Deutschland in Zeit und Formen der dritten französischen Phase entspricht, dem Gothique rayonnant. Beide beginnen entweder mit dem echten Maßwerk um 1220 in Reims oder etwas später mit der Kathedrale von Amiens (ab 1220 (!)) in Frankreich und dem nach deren Vorbild begonnenen Kölner Dom (ab 1248) in Deutschland.

### Stadt und Kathedrale
Der für eine gotische Kathedrale schnelle Baufortschritt steht im Kontext jener Zeit und in der besonderen Bedeutung der Kathedrale für die Stadt Chartres:
Die – nach heutigem Maßstab – kleine Stadt von weniger als 10.000 Einwohnern hatte eine besondere Motivation, in so kurzer Zeit ein so großes Gotteshaus zu bauen und zu finanzieren.
Chartres war mit seiner Reliquie das Zentrum der Marienverehrung in ganz Europa, und die Stadt glaubte, mit der Hilfe Mariens unter besonderem göttlichen Schutz zu stehen.
Umso größer war zunächst die Furcht, mit dem Untergang der Stadt durch das Feuer auch dieser weltberühmten Reliquie beraubt zu sein.
Nach einigen Tagen wurde offenbar, dass die Tunika in der Schatzkammer unversehrt geblieben war, wohin sie besonnene Priester gerade noch rechtzeitig gebracht hatten.
Eine große Erleichterung ging durch die Bevölkerung. Nun sah man in dem Ereignis des Brandes und der „wunderbaren“ Rettung der Reliquie eine himmlische Aufforderung an die Stadt, der Jungfrau und ihrer Reliquie einen neuen prächtigeren Kirchenbau zu widmen. Hier kamen also religiöse Vorstellungen und wirtschaftliche Überlegungen zusammen. Der Pilgerstrom durfte nicht abreißen, wollte die Stadt überleben.
Unter Fulbert im 11. Jahrhundert stand die Domschule von Chartres in höchster Blüte. Bernhard von Chartres folgte im 12. Jahrhundert. Ob eine zusammenhängende Schule von Chartres bestand, ist strittig.

### Konkurrenz zwischen Chartres und Bourges

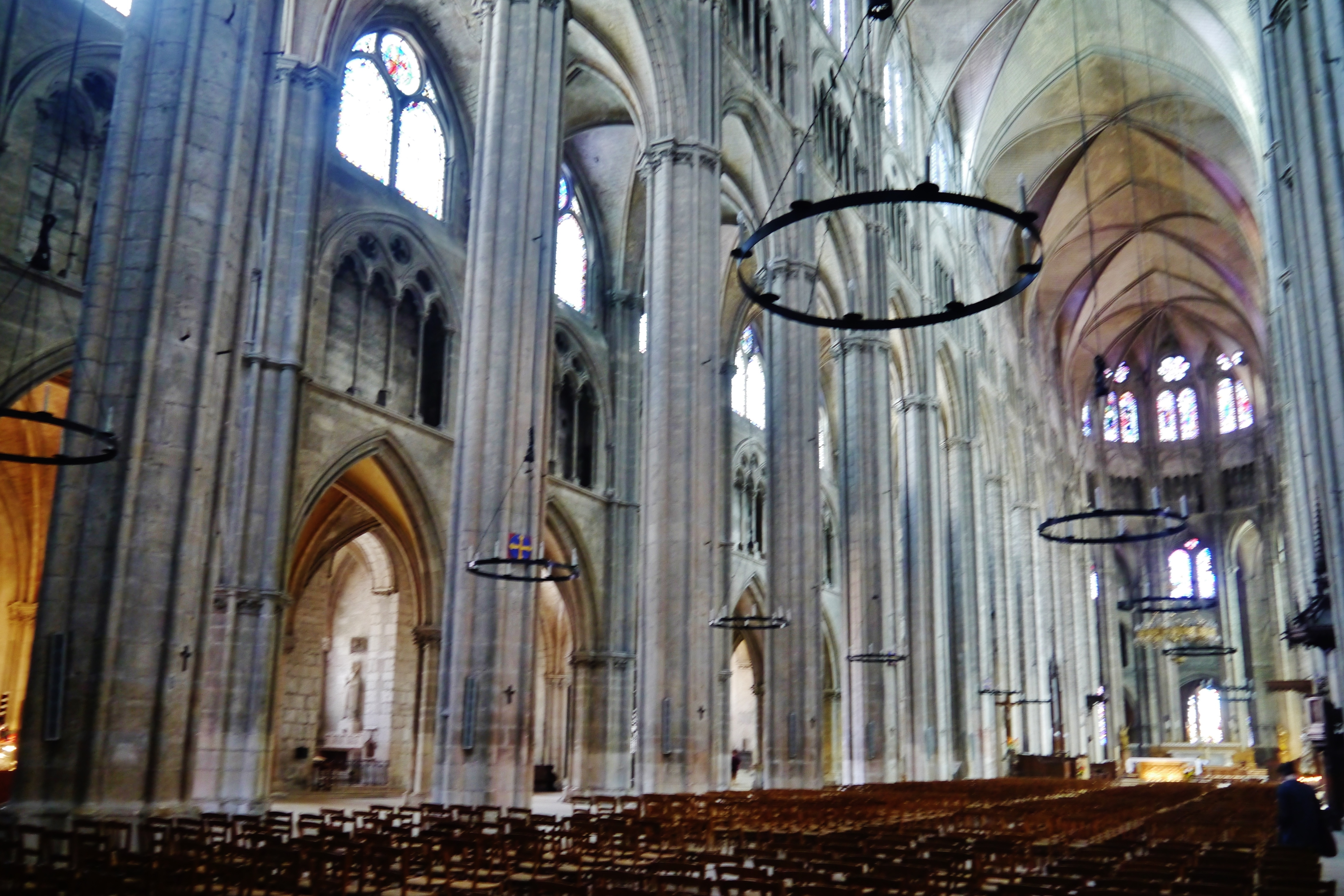
Bourges: Mittelschiff mit sechsfeldrigen Doppeljochen, höhengestaffelte Seitenschiffe, zweierlei Triforien, Schiff jünger mit echtem Maßwerk

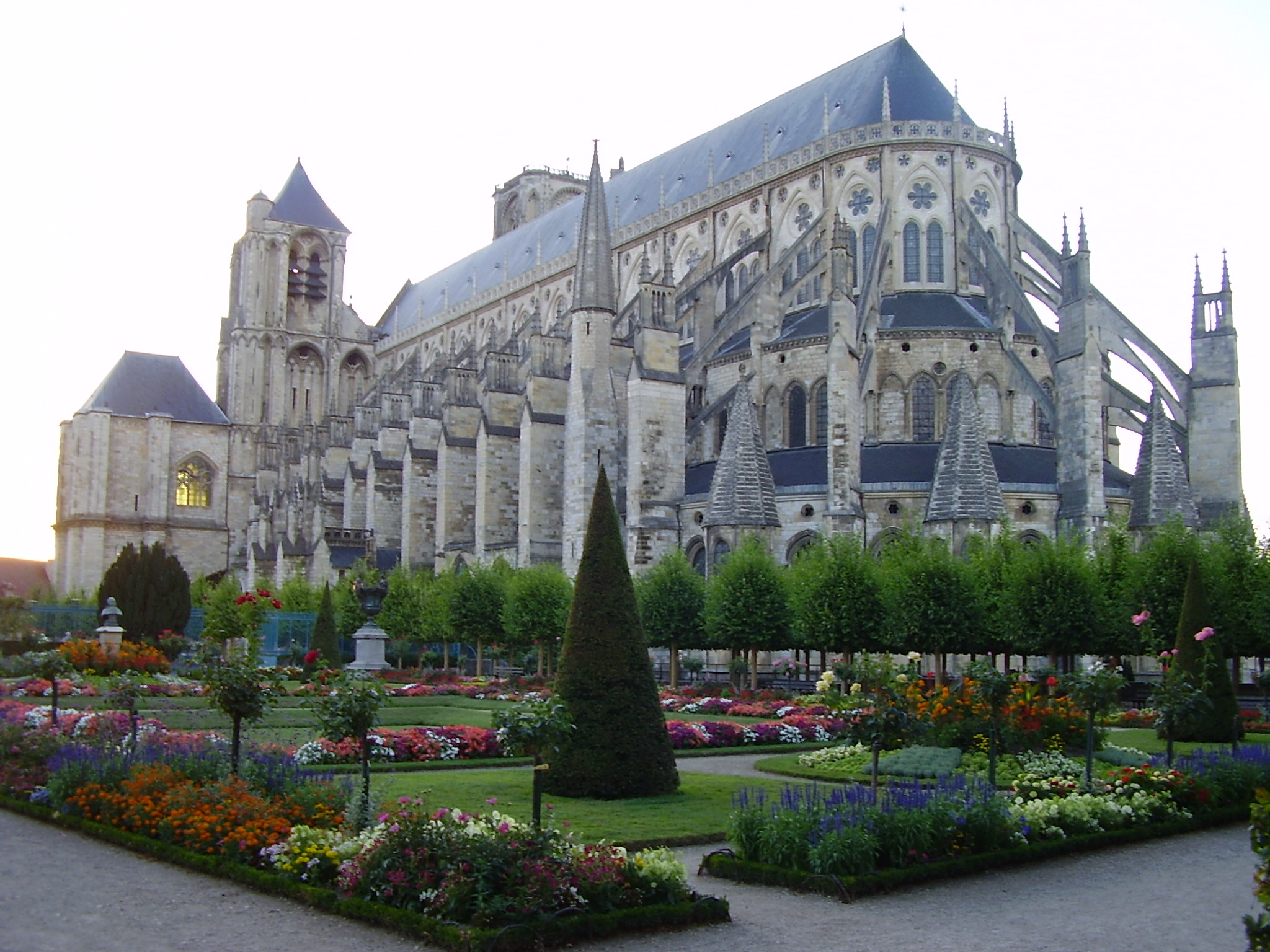
Kathedrale von Bourges: runde Chor- und Umgangsschlüsse des Gothique primitif, Fenster frühgotisch (ohne Maßwerk oder Vormaßwerk)

Zu Beginn der klassischen Phase in der Entwicklung der gotischen Architektur hat es zwei grundlegend verschiedene Ansätze gegeben, von denen sich scheinbar nur einer durchgesetzt hat und der wesentlich bekannter geworden ist, und zwar der von Chartres ab ca. 1194. Beinahe zur gleichen Zeit (1195/96) wurde jedoch auch der Grundstein für die Kathedrale von Bourges gelegt, die mit gleichbleibenden Querschnitt aber Evolution der Details erst 1250 vollendet wurde. Der Verzicht auf ein Querhaus stammt schon vom romanischen Vorgänger. Einerseits ist sie mit dem halbrunden Chorschluss und den halbrunden Verläufen der unteren Außenmauern ein verspäteter Vertreter des mit der Basilika von Saint-Denis und der Kathedrale von Sens begonnenen Gothique primitif. Andererseits ist im Inneren das Durchlaufen der Dienste von den Säulenbasen bis zu den Kämpfern schon sehr ausgeprägt. Wegen der Höhenstaffelung der Seitenschiffe hat sie beiderseits je zwei Triforien. Die Höhenstaffelung greift allerdings eine Idee aus dem Umgangschor der burgundischen Kirche Sacré-Cœur in Paray-le-Monial auf, dort gibt es außer den Obergaden des Binnenchors auch Obergaden des Umgangs, oberhalb der Radialkapellen. Manche Fachautoren sind der Ansicht, dass in Bourges der Ansatz der gotischen Architektur konsequenter durchgeführt worden ist und dass er sich auch, wenn auch nicht so direkt ersichtlich, durchgesetzt hat.

## Westfassade

Westansicht der Kathedrale von Chartres

Der untere Teil der Westfassade stammt nach Ansicht der meisten Autoren aus der Zeit ab 1134. Damals entstanden zunächst der linke Turm und das Portal. Der Südturm folgte 1145–1160. Er hat eine Höhe von 105 m. Erst wesentlich später, nämlich in den Jahren 1500–1513, kamen die Obergeschosse des Nordturms mit einer Höhe von 115 m im damals aktuellen Flamboyant-Stil hinzu.

### Portalanlage

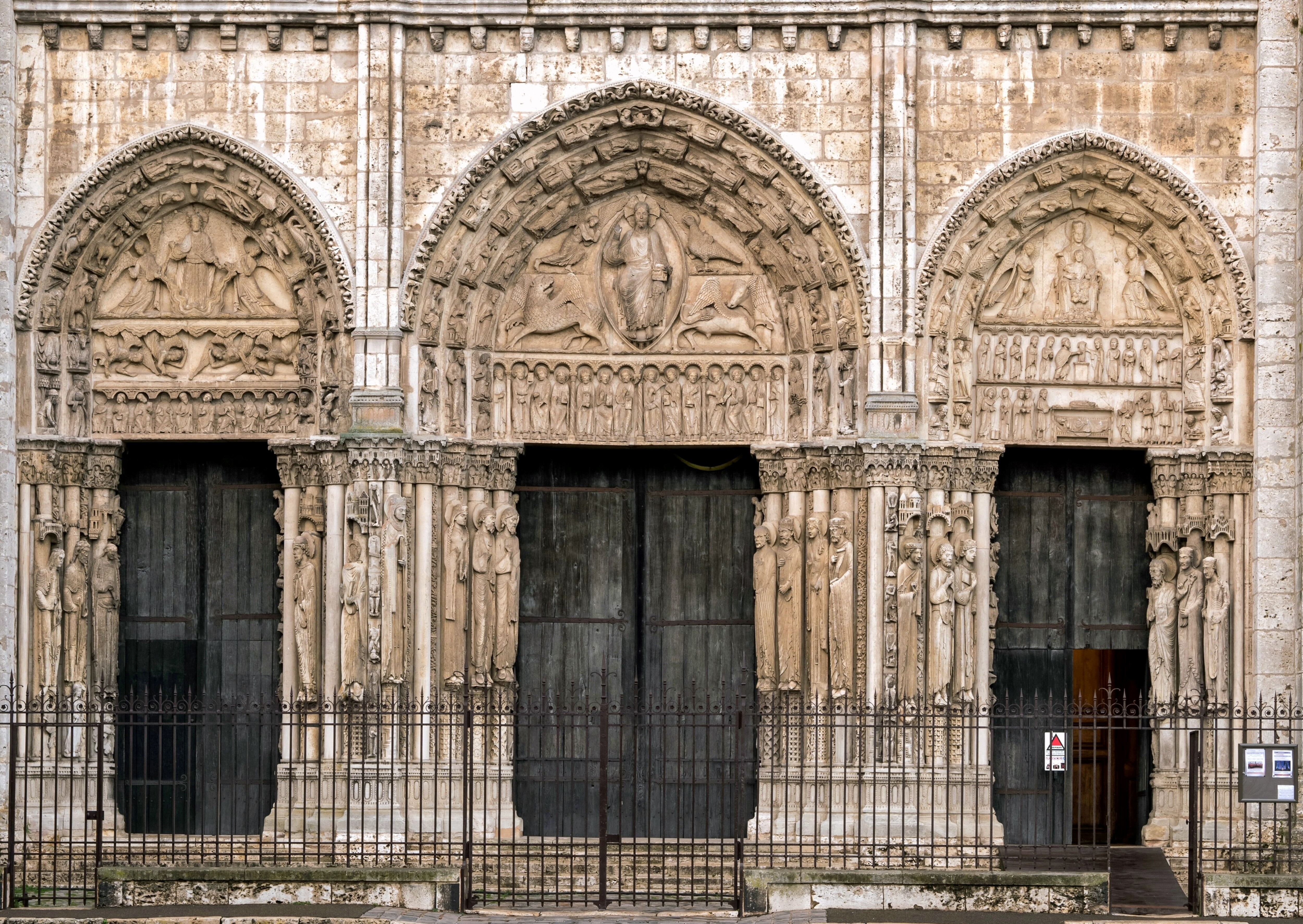
Die westliche Portalanlage

Die Statuen des Chartreser Königsportals aus den Jahren 1145/50 sind die ältesten erhaltenen gotischen Statuen der Kunstgeschichte. Diejenigen von Saint-Denis, die früher geschaffen worden waren, wurden zerstört und sind nur in ihrem Aussehen in Zeichnungen Montfaucons überliefert. Die ganze Portalanlage ist gleichzeitig das erste erhaltene Stufenportal, das sowohl an den seitlichen Gewänden als auch im Tympanon, auf den Türstürzen und den Archivolten Skulpturen aufweist.
Auf uns Heutige wirken diese Standbilder fremdartig, heilig und unnahbar. Doch wenn man genauer hinsieht, lassen sich zahlreiche Details erkennen, die gegen diese „heilige Distanz“ sprechen: Neben der Kleidung ist auch das Haar genau und individuell wiedergegeben ebenso wie der Edelsteinschmuck der Mäntel und Kronen. Eine Aura von höfischem Luxus, von hochkultivierter Gepflegtheit umgibt die königlichen Gestalten, die durchaus diesseitige Züge tragen. Willibald Sauerländer fasst das Grundprinzip der gotischen Plastik Frankreichs folgendermaßen zusammen: „Die Versinnlichung des Religiösen unter den Bedingungen der höfischen Gesellschaft, das war der eigentliche, tiefere Inhalt aller gotischen Kathedralskulptur.“
Diese Figuren sind auch deshalb wichtig, weil das Christentum von seinen Ursprüngen her ein tiefes Misstrauen gegen alles plastische Bildwerk gehabt hatte. Es glaubte hier heidnische Phantasien am Werk, da die antiken Götter in solchen Statuen verehrt wurden. Die Ostkirche diskutierte während der Zeit des Bilderstreites über anderthalb Jahrhunderte lang – von 726 bis ins 9. Jh. hinein –, ob eine Darstellung Gottes überhaupt zulässig sei und entschied dann, dass zumindest eine Darstellung Christi deshalb erlaubt sei, weil er Mensch geworden sei.
Mit dem Sieg des Christentums wurde im westlichen Abendland für lange Zeit die Plastik aus der Kunst verbannt, die im antiken Kunstschaffen mehr als ein Jahrtausend im Zentrum gestanden hatte. Sie verschwindet vom 5. Jahrhundert an für einen langen Zeitraum aus der Geschichte unserer Kultur. Das frühe Mittelalter kannte lange fast überhaupt keine Skulptur. Ihre Wiedergeburt im 11. und besonders im 12. Jahrhundert ist deshalb ein entscheidendes Ereignis in der Geschichte der christlichen Kunst.
Dieser Prozess ist nur aus dem neuen allgemeinen Bedürfnis nach einer sinnlichen, sozusagen natürlich begreifbaren Vergegenwärtigung der Heilsgeschichte heraus zu verstehen. Es wurde der Wunsch stärker, die Welt auch auf einer rationalen, intellektuellen Ebene zu begreifen, und auch die Kirche konnte sich diesen Veränderungen nicht entziehen. Man wollte in Bildern sehen, was die Kirche lehrte – nicht mehr nur hören.
Seit einigen Jahren wird allerdings ein anderer Aspekt in der Forschung zunehmend betont, der dieses Chartreser Königsportal nicht nur als eine Befreiung der Plastik aus der Einbindung in die Architektur feiert, sondern gleichzeitig daran erinnert, dass es in den Jahrzehnten zuvor an den Kirchenportalen der Romanik wesentlich phantasievollere, belebtere Bilder gegeben hatte. Besonders Horst Bredekamp hat den Gedanken formuliert, dass es sich hier in Chartres im Gegenteil um eine Rücknahme, eine Einschränkung der Phantasie handelt, und zwar auf Grund einer dramatischen Diskussion, die vor allem Bernhard von Clairvaux angestiftet hatte und die sich gegen den Prunk der neuen gotischen Kathedralen richtete.
„In Chartres denaturiert Skulptur in Architektur, um dem phantasietreibenden Abwehrzauber der Romanik die Alternative einer in sich sicheren Weltordnung entgegenzustellen. Mit dem Westportal wurde die Skulptur aus dem Reich der Freiheit in ein theologisch eng gezogenes Dominium überführt.“. Auch Suger von St.-Denis bekam die Wut des Bernhard von Clairvaux zu spüren und hat deswegen eine Verteidigungsschrift veröffentlicht.
Es hat tatsächlich zuvor wesentlich bewegtere Darstellungen gegeben, beispielsweise in Vézelay und Autun. Diese Statuen hier sind demnach als Standbilder selber eine Weiterentwicklung, in ihrer Formulierung aber ein gewisser Rückschritt.

### Rechtes Portal (Menschwerdung Christi)

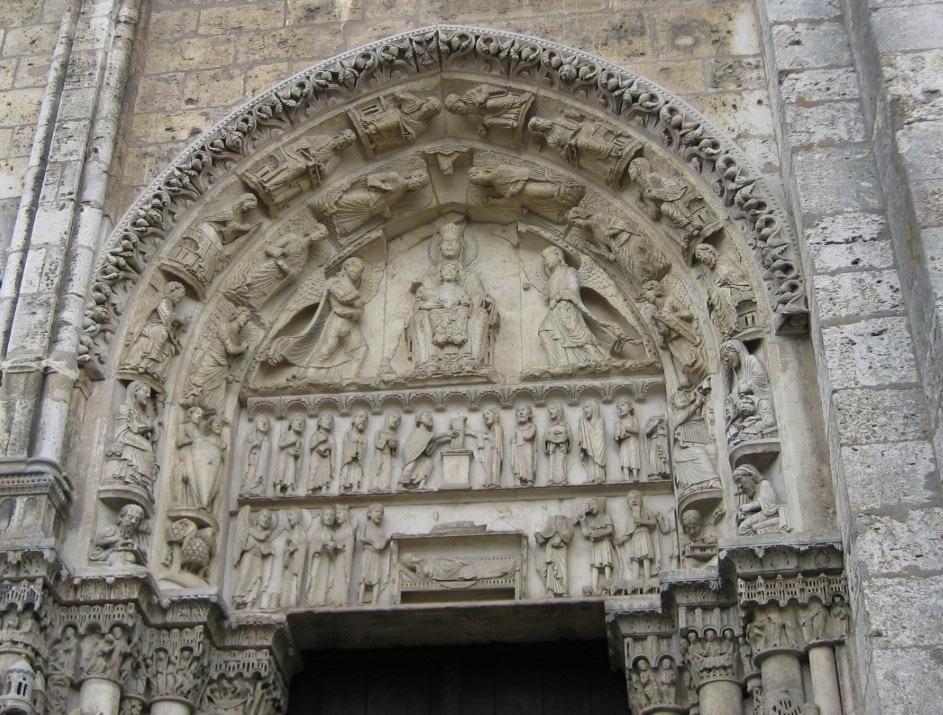
Rechtes Portal der Westfassade

Die Geschichte, die an der Westfassade erzählt wird, muss von rechts nach links gelesen werden. Das rechte Portal zeigt im Tympanon als Generalthema die Menschwerdung Christi: in der Mitte sieht man Maria auf dem sog. ‚Thron der Weisheit’, der ‚sedes sapientiae’, mit dem Kind zwischen zwei Engeln. Sie ist in dieser Haltung selber dieser Thron, der Sitz für den Gottessohn. Auf dem mittleren Bildstreifen erscheint Christus im Tempel und auf dem Türsturz eine ganze Szenenfolge. Von links nach rechts: die Verkündigung, die Heimsuchung, Joseph, dann die Szene der Geburt in der Mitte mit der Doppelszene „Maria im Wochenbett“ unten und „Christus als Neugeborener in der Krippe“ darüber und anschließend die Anbetung der Hirten. Dem Thema entsprechend sind in den beiden Archivolten Engel und die weltlichen Wissenschaften dargestellt.
Links außen ist ein kleiner älterer Mann mit Schreibpult, Tintenfass und Schreibfedern zu erkennen, darüber eine weibliche thronende Figur mit einem Stab. In beiden sind Aristoteles und die Dialektik zu sehen. Damit wird auf die artes liberales abgehoben, die ‚propaedeutica’ zur Erkenntnis des sedes sapientiae, der höchsten Weisheit im Zentrum der Darstellung.
Bei den Säulenfiguren ist sich die Forschung bei der linken Gruppe besonders unsicher und vermeidet Zuschreibungen. Rechts sind dargestellt von innen nach außen: ein Apostel, ein König und eine Königin.
Dieses rechte Portal ist heute das Eingangsportal in die Kirche. Das Mittelportal wird, wie häufig in solchen Fällen, nur bei besonderen Anlässen geöffnet.
Erwähnt werden muss außerdem, dass in vielen Fällen die einzelnen Szenen nicht mehr der originalen Anordnung entsprechen, sondern bereits im Mittelalter verändert wurden.

### Mittelportal (Königsportal)

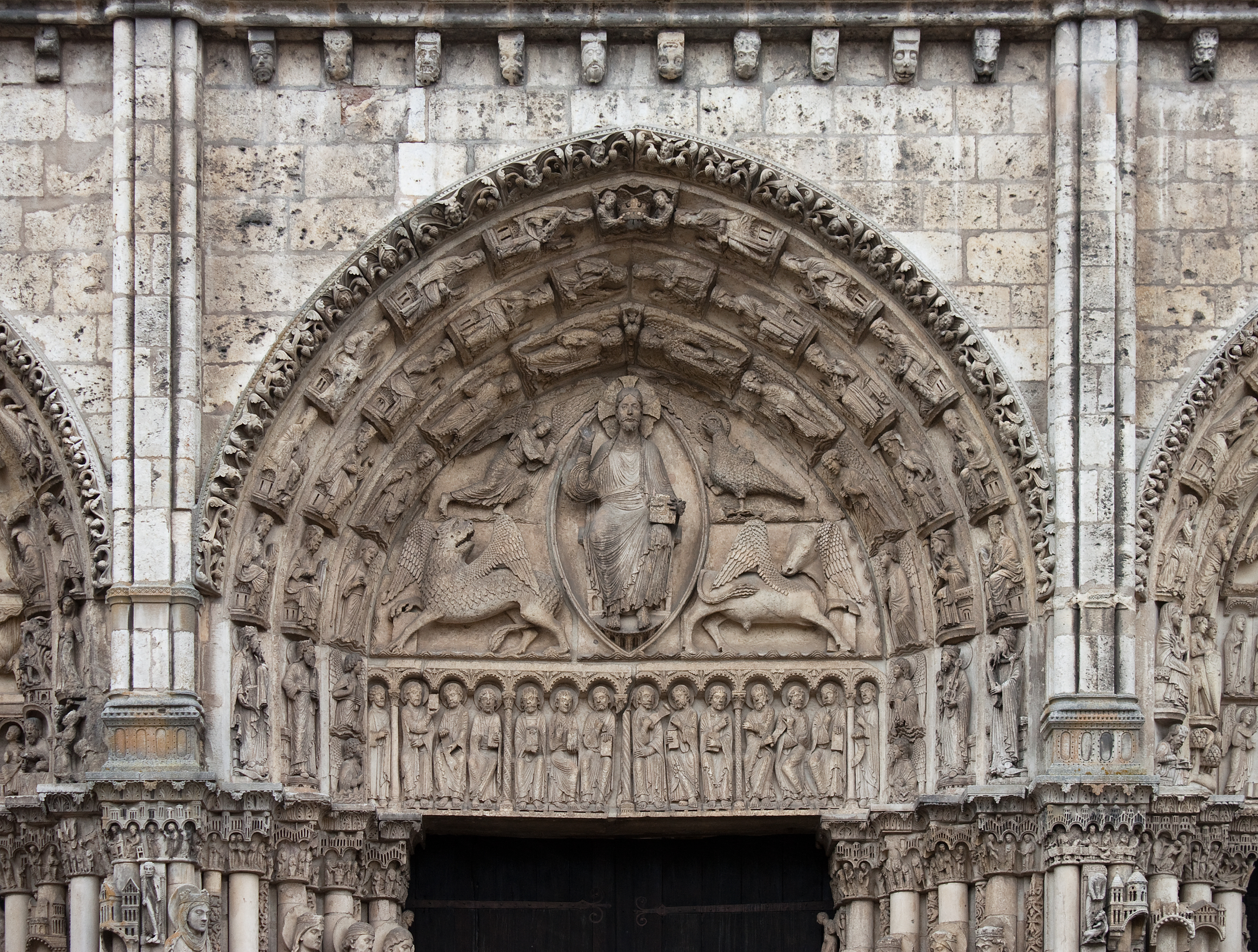
Mittelportal der Westfassade

Das Mittelportal zeigt im Tympanon Christus in der Mandorla als Richter des Jüngsten Gerichtes umgeben von den Symbolen der vier Evangelisten: oben Matthäus als Mensch links, rechts Johannes als Adler, unten Markus als Löwe und Lukas als Stier. Auf dem Türsturz sind wieder die Apostel in einer Reihe abgebildet.
Die Figuren auf den beiden oberen Archivoltenstreifen zeigen die Ältesten des Jüngsten Gerichts, auch die „Apokalyptischen Greise“ genannt.
Die dargestellten Personen des rechten Gewändes konnten bis auf die Figur ganz links (wahrscheinlich ein Prophet oder Patriarch des Alten Testaments) ausnahmsweise annähernd genau zugeschrieben werden: Der zweite von links ist David, dann folgt entweder Batseba, also Davids Gemahlin, oder die Königin von Saba –, und ganz rechts ist Salomo dargestellt, Davids Sohn.
Das linke Gewände zeigt von außen nach innen: eine Königin, einen Patriarchen und einen Propheten.
Die starke Anlehnung dieser Figuren an die Grundform einer Säule wird hier nochmals deutlich, wobei man natürlich an die symbolische Bedeutung der Säule als Trägerin des Glaubens denken muss und von da aus auch eine Verbindung herstellen muss von den hier dargestellten Königen zum französischen König, der sich auch als „Säule des Glaubens“ gesehen hat.
Zur Zeit der Entstehung dieses Portals 1150 ist die Plastik noch weitgehend von der Architektur abhängig und in sie eingebunden, hier in der Form von Säulen. Das wird sich bei den Statuen der Querhausportale 1220, also 70 Jahre später, deutlich ändern.
Günther Binding schreibt zur generellen Systematik in der Gestaltung solcher großen und bedeutenden Portalanlagen: „Die großen gotischen Portale sind deshalb ein Abbild der hierarchischen Ordnung des Gottesreiches: über allem thront Christus als Weltenrichter oder in der Verherrlichung; an den Gewänden die Vorfahren Christi, die Propheten, besonders verehrte Heilige, aber auch Tugenden und Laster; in der Kapitell- und Bogenzone die Passion des Herrn; in den Archivolten die Engelschöre, Kirchenväter, Heilige, Apostel; im Sockel oft Reliefdarstellungen aus dem menschlichen Leben mit Jahreszeiten-, Monats- und Tierkreisbildern.“.

### Linkes Portal (Himmelfahrt Christi)

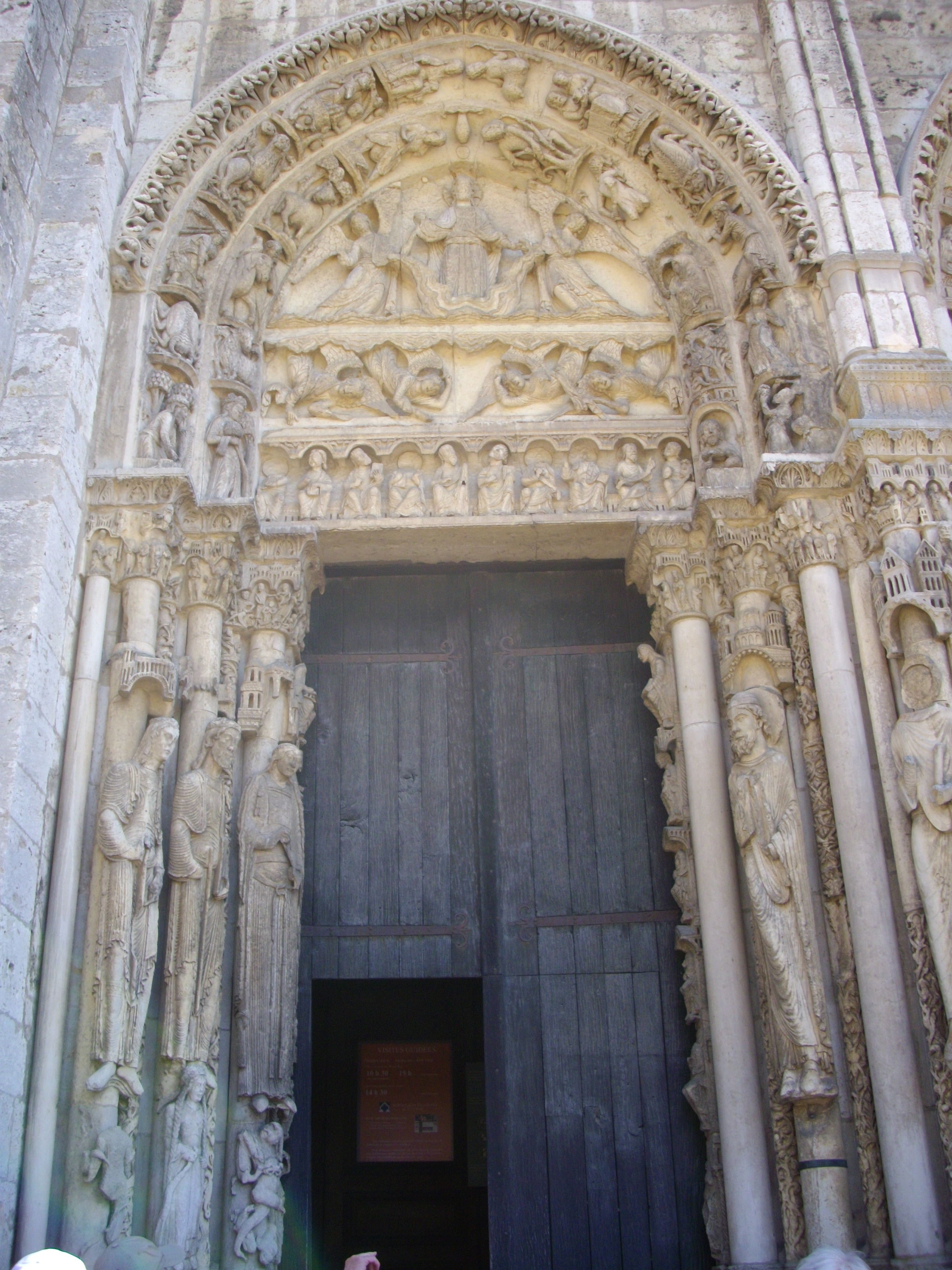
Linkes Portal der Westfassade

Das linke Portal zeigt im Tympanon die Himmelfahrt Christi (nach einer anderen Deutung handelt es sich um die Weltschöpfung), rechts und links von zwei Engeln begleitet. Im Bildstreifen darunter verkünden Engel die frohe Botschaft, auf welche die Apostel des Türsturzes darunter lauschen. Auf den beiden Archivoltenstreifen über dem Tympanon sind die typischen Arbeiten des Jahres, die Monatsarbeiten, und die entsprechenden Tierkreiszeichen dargestellt – als Elemente von Zeit und Raum. Das göttliche Heil wird dadurch in Beziehung gesetzt zur Welt. Es ist zu erreichen über das Studium der Weisheit, der artes liberales, die am rechten Portal zitiert sind. Die beiden Nebenportale entsprechen also verschiedenen Sinnschichten. Die Monatsbilder sind als Ergänzung gedacht, als Sinnbilder der praktischen Arbeit zu der der geistigen Erkenntnis, als Hinweis auf den physischen Besitz der Welt.
Die Kapitelle aller Gewändesäulen sind zu einem einzigen, die ganze Portalanlage überziehenden Fries verbunden, dessen ungefähr 40 Szenen auf zwei Stränge verteilt sind, die beide jeweils von der Mitte ausgehen und folgende Themen haben: die Geschichte der Eltern Mariens, die Geschichte Mariens selber und der Kindheit Jesu, dann das öffentliche Auftreten und schließlich die Passion Christi. Diese Geschichten entstammen nicht unbedingt der Bibel, sondern gehören den so genannten apokryphen Schriften an. Das sind „verborgene“ Schriften, die nicht in den offiziellen Text der Bibel aufgenommen wurden, aber dennoch als Gottes Wort oder doch zumindest göttliche Inspiration aufgefasst wurden. Im ganzen Mittelalter wurden diese Texte sehr gern gelesen, weil sie sich mit den mehr alltäglichen Aspekten des Lebens Christi und der Heiligen beschäftigten.
Das rechte Gewände dieses Portals zeigt von innen nach außen: eine vertikale Reihe von Kleinskulpturen, dann eine Säule mit schlichtem Schaft, dann Moses mit den Gesetzestafeln, dann wieder eine Leersäule und eine Skulptur, deren Kopf verloren ist. Hinter den Figuren befinden sich hier jeweils zusätzliche Zwischensäulen, reich dekoriert mit ornamentalen Verschlingungen von Pflanzen und Fabelwesen, wie sie die Kunstwissenschaft gerne der Romanik zuordnet.
Im linken Gewände sind von außen nach innen angeordnet: ein König, dessen Kopf später als Frauenkopf erneuert wurde, einen König mit Buch und eine Herrscherin.
Die Zahl der Gewändestatuen der ganzen Anlage betrug ursprünglich 24, manche mussten aber inzwischen durch Säulen ersetzt werden; einige der ehemals originalen befinden sich in der Krypta.
Dass dieser Zyklus überhaupt an der Außenseite des Eingangs angebracht wurde, weist darauf hin, dass hier ein Übergang vom profanen Bereich zum kirchlichen liegt. Schon in frühchristlicher Zeit hat man an solchen Stellen auf diesen Übergang hingewiesen, indem man Sprüche auf die Wände malte. Chartres hat hier eines der frühesten Bildprogramme zu bieten. Neu sind auch der immense Umfang und das theologisch geschlossene System der Darstellungen. Die erzählerischen Momente haben nur untergeordnete Bedeutung.

## Querhausfassaden

### Nordportal (Marienportal)

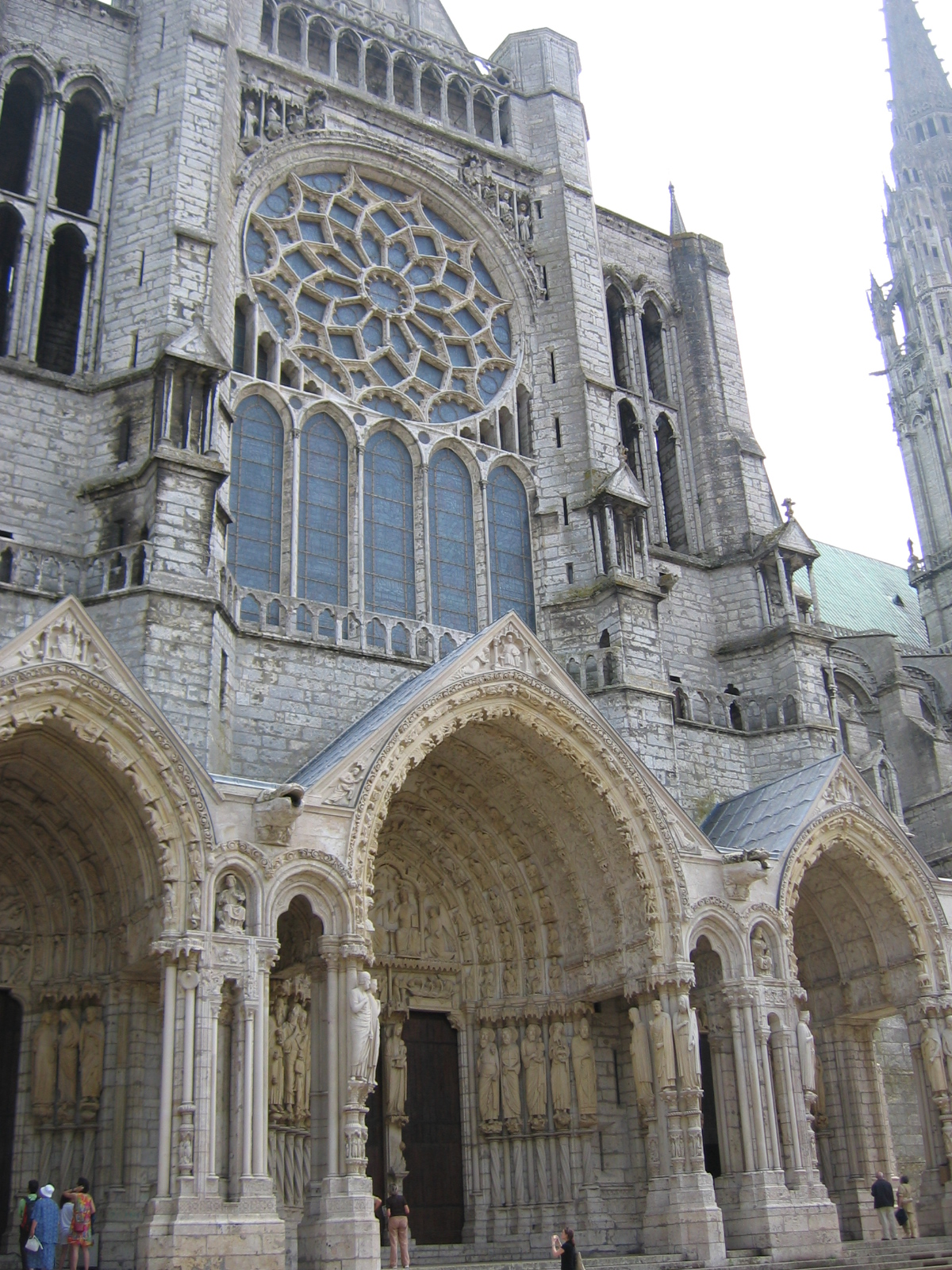
Nördlicher Querhausgiebel mit Rosenfenster und Portal

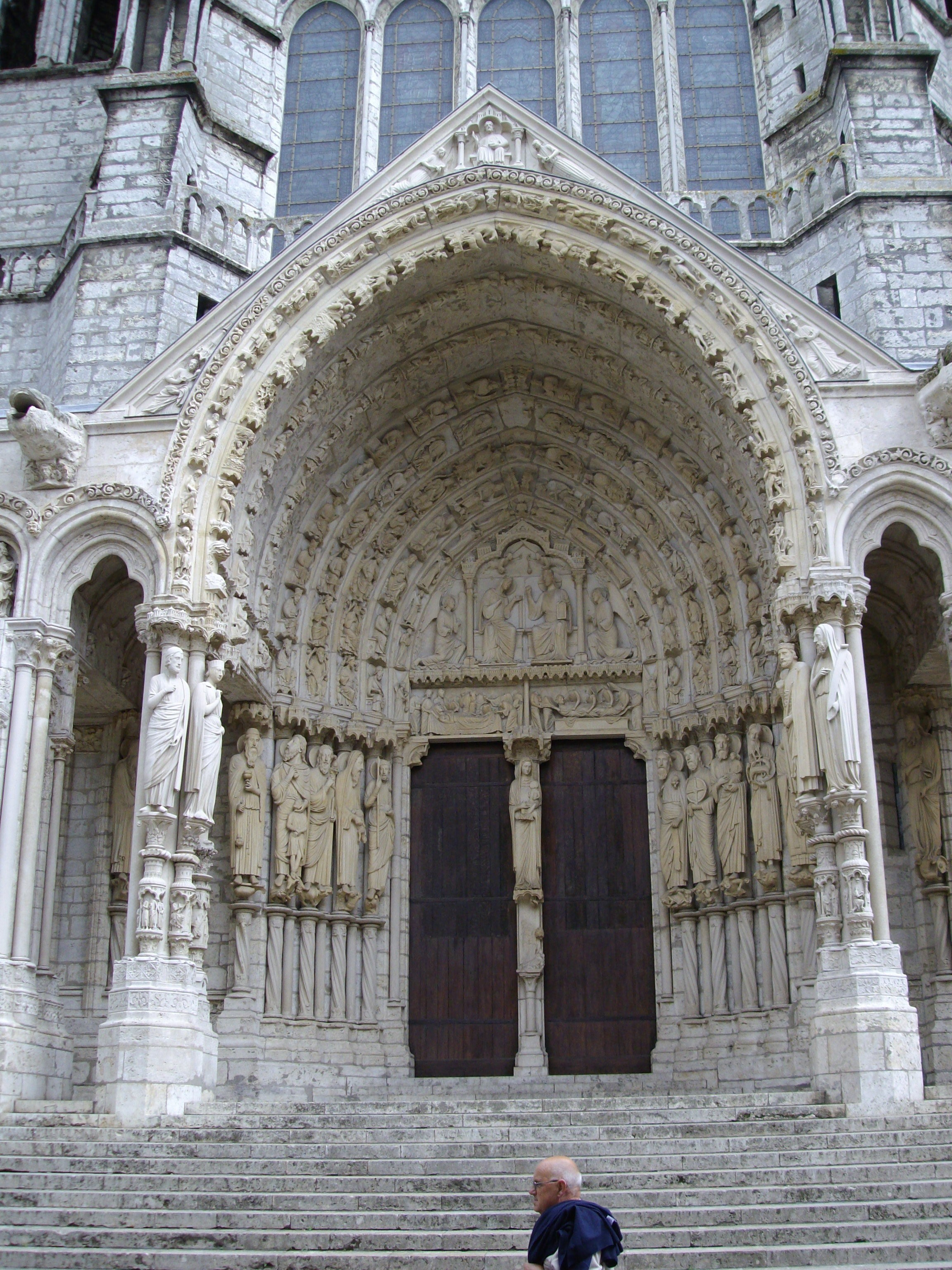
Mittleres Nordportal

Auch an den Querhäusern sind sehr ausgedehnte plastische Programme geschaffen worden. Im Gegensatz zur Westfassade haben die Querhäuser überdachte Portalzonen, was die Plastiken jahrhundertelang bis heute hervorragend gegen Witterungseinflüsse geschützt hat. Diese Querhausfassaden greifen das Vorbild von Laon von ca. 1200 auf, was im Westen nicht möglich war, da dort die Fassade nach dem Brand 1194 stehen geblieben war und auf Grund der Verehrung beibehalten wurde.

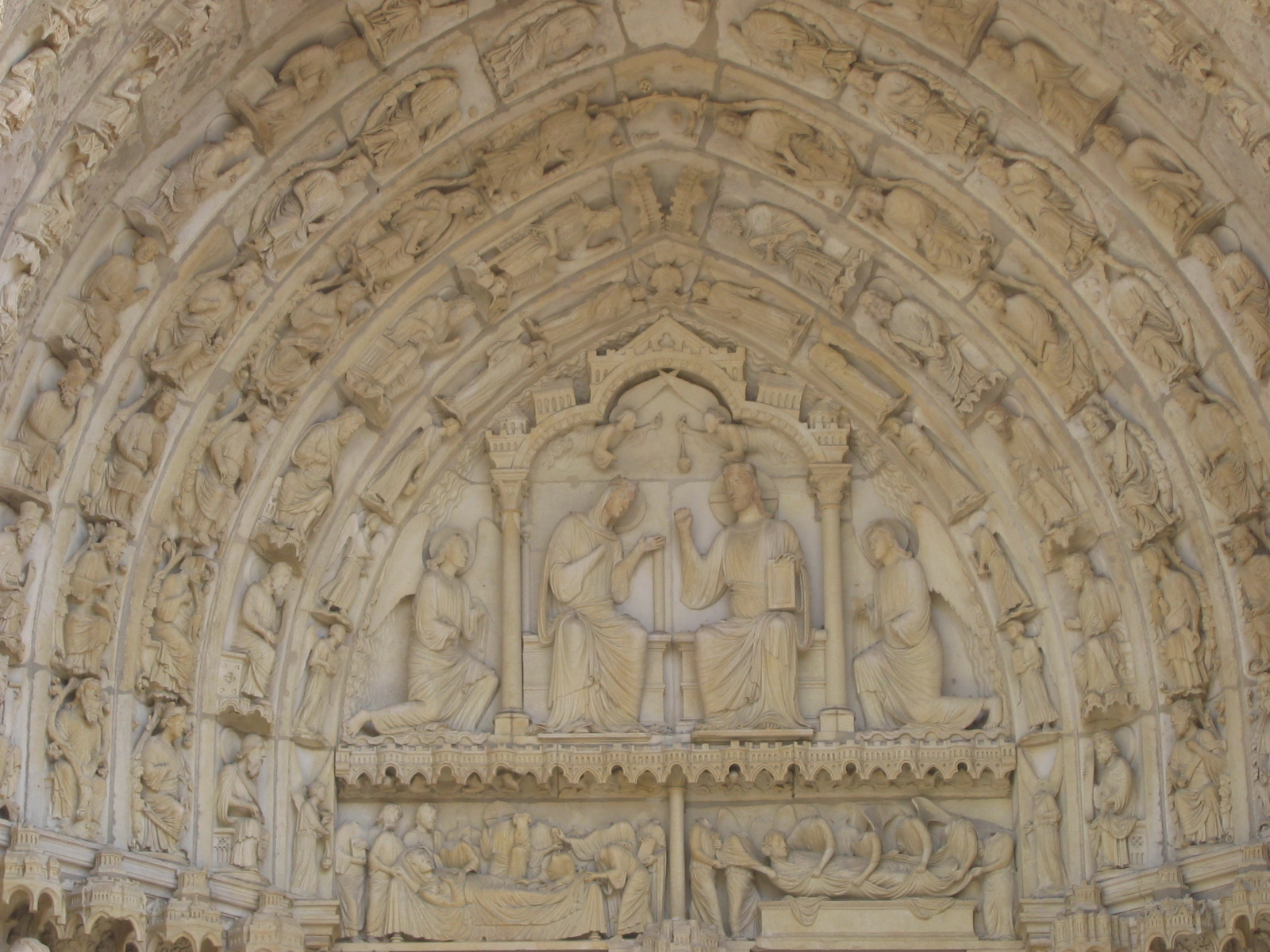
Tympanon des Nordportals

Das Nordportal hat als generelles Thema das Alte Testament und das Leben Marias – und wird in seiner Gesamtheit deshalb als Marienportal bezeichnet. Dass Maria neben der Figur des Christus überhaupt eine solche Bedeutung erlangen konnte, liegt an der Mystik des Bernhard von Clairvaux, der sie sehr in den Mittelpunkt rückte. Von nun an werden in Frankreich viele Kathedralen nach ihr benannt, nach ‚Notre-Dame’.
Maria ist hier im Tympanon unter einem Thronbaldachin mit Christus dargestellt, der sie segnet. Dies entspricht dem Schema der Marienkrönung, ohne dass eine Krönungshandlung abliefe, weshalb man eher von einem Triumph oder einer Verherrlichung Mariens sprechen kann. Es ist ein repräsentatives Bild; die Figuren sind einander zugewandt und werden von Engeln adoriert. Das theologische Programm sieht hier die Maria als ‚Braut Christi’, als ‚Sponsa Christi’, die in dieser Hinsicht die Ecclesia schlechthin bildet.
Auf dem Türsturz darunter sind der Tod und die Himmelfahrt Mariens dargestellt, Szenen, die nicht in den Bibeltext aufgenommen worden sind. Die Erweiterung dieses Programms, bzw. dieses Gedankens findet an den Archivolten und den Gewändestatuen statt. Links und rechts stehen die Vertreter des Alten Bundes.
Das rechte Portal ist wieder ganz anders. Es zeigt Szenen aus dem Alten Testament, u. a. eine seltene Szene eines Mannes mit Lendenschurz auf einem Hügel. Er steht unter der Drohung eines Ungeheuers: Es ist Hiob. Freunde besuchen ihn in seinem Elend. Hiob steht hier als Prototyp für das Leiden der Kirche unter dem Teufel und ihren Gehorsam zu Christus. Er weist in Worten und Schicksal auf die Passion Christi hin.
Das ganze Programm zeigt verschiedene Gesichtspunkte einer Grundidee: Christus und Ecclesia. Die Kirche triumphiert im Himmel (sponsus – sponsa) und kämpft auf Erden (Hiob).
Die Datierung dieses Portals schwankt in der Fachliteratur. Das einzige gesicherte Datum ist 1204/05, als der Graf von Blois der Kathedrale die Reliquie des Hauptes der hl. Anna stiftete, was offenbar der Anlass war, die hl. Anna als Trumeaufigur zu wählen, statt – wie angesichts des Portalprogramms zu erwarten wäre – der Jungfrau Maria. Diese erscheint nun als Kind (Kopf verloren) auf den Armen ihrer Mutter Anna.
Auf dem Doppelpfeiler in der Vorhalle des mittleren Portals rechts (s. Abb. ‘Nordportal‘ rechts oben) stehen auch die Eltern der Muttergottes: die hl. Anna (Buch mit Schließe in der linken Hand) und der opfernde hl. Joachim (mit Weihrauchschwenker). In den Reliefzylindern der beiden Säulenschäfte darunter ist (nach 1. Samuel, Kap. 3 u. 4) die Geschichte von Verlust und Wiedererlangung der (seit der Zerstörung des ersten Tempels durch Nebukadnezar vermissten) alten mosaischen Bundeslade dargestellt. Damit wird die von der hl. Anna unbefleckt empfangenen Gottesmutter Maria als ‘Die Neue Bundeslade im Neuen Tempel von Chartres‘ der alttestamentlichen Bundeslade gegenübergestellt.
Normalerweise wird das Portal in die Zeit zwischen 1220/30 gelegt. Man findet aber auch Datierungen um 1205/10. Vielleicht ist in dieser früheren Zeit erst die Planung des umfangreichen Programms entstanden. Um 1220 beginnt in ganz Westeuropa eine neue, klassische Phase in der Geschichte der Bildhauerei, die bis ca. 1270 andauert. Die großen Figurenzyklen hier in Chartres, aber auch die in Reims, Amiens, in Straßburg, Freiberg (1220/30 Goldene Pforte des Domes als erstes vollständiges Statuenportal auf deutschem Boden), Bamberg, Magdeburg und Naumburg entstehen jetzt. Chartres ist das große Vorbild, wo wahrscheinlich ab 1210 das Figurenprogramm der Querhäuser geplant wurde.
Ein Blick auf das linke Portal zeigt, dass sich hier im Vergleich zu den Figuren des Königsportals ein großer stilistischer Wandel vollzogen hat. Aus den überschlanken, „vergeistigten“ Heiligen sind standfeste, lebensnahe Körper geworden. Die Gewänder liegen nicht mehr hautnah auf dem Körper auf, haben mehr Volumen gewonnen und führen ein bewegtes Eigenleben.

### Südportal (Jüngstes Gericht)

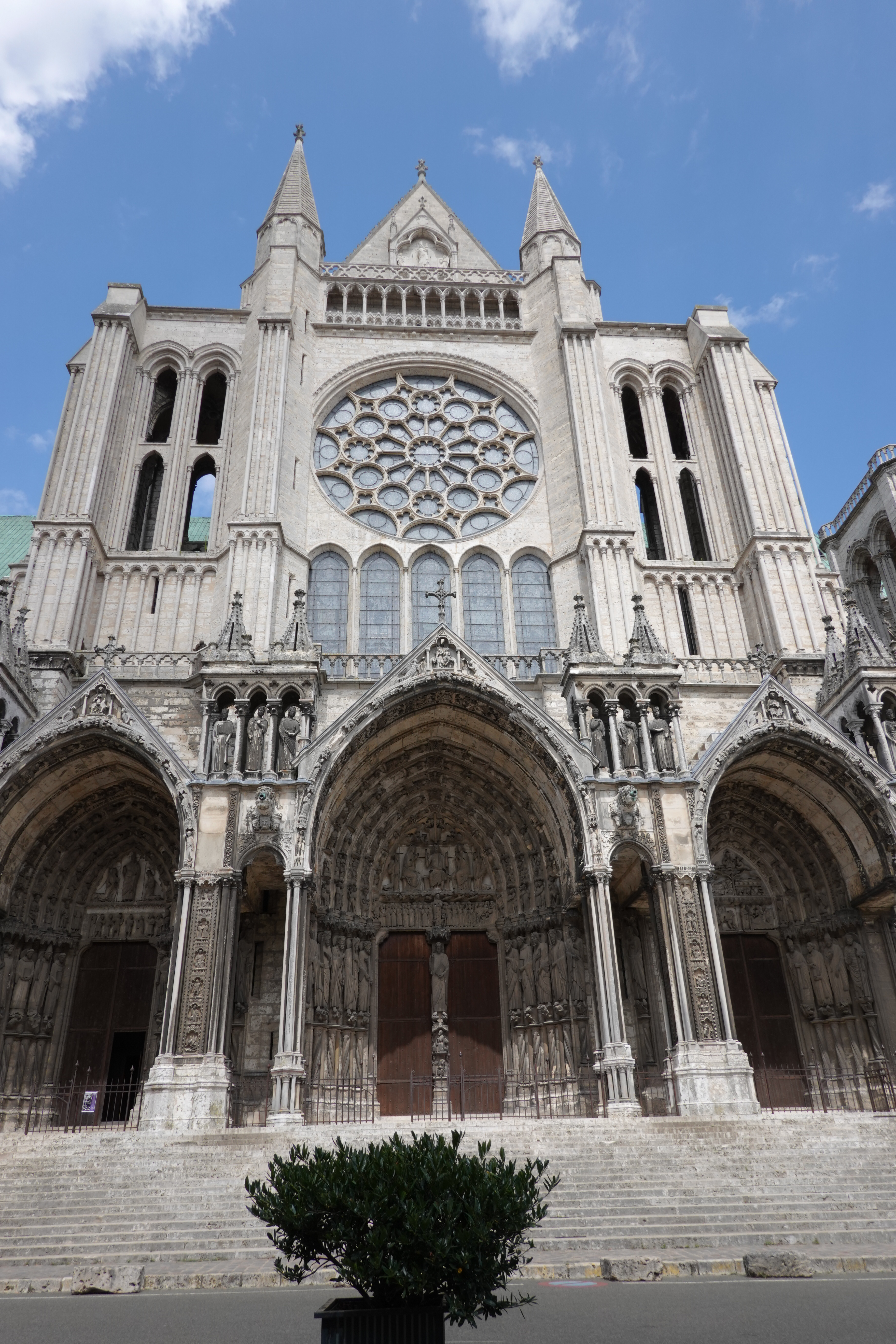
Südlicher Querhausgiebel mit Rosenfenster und Portal

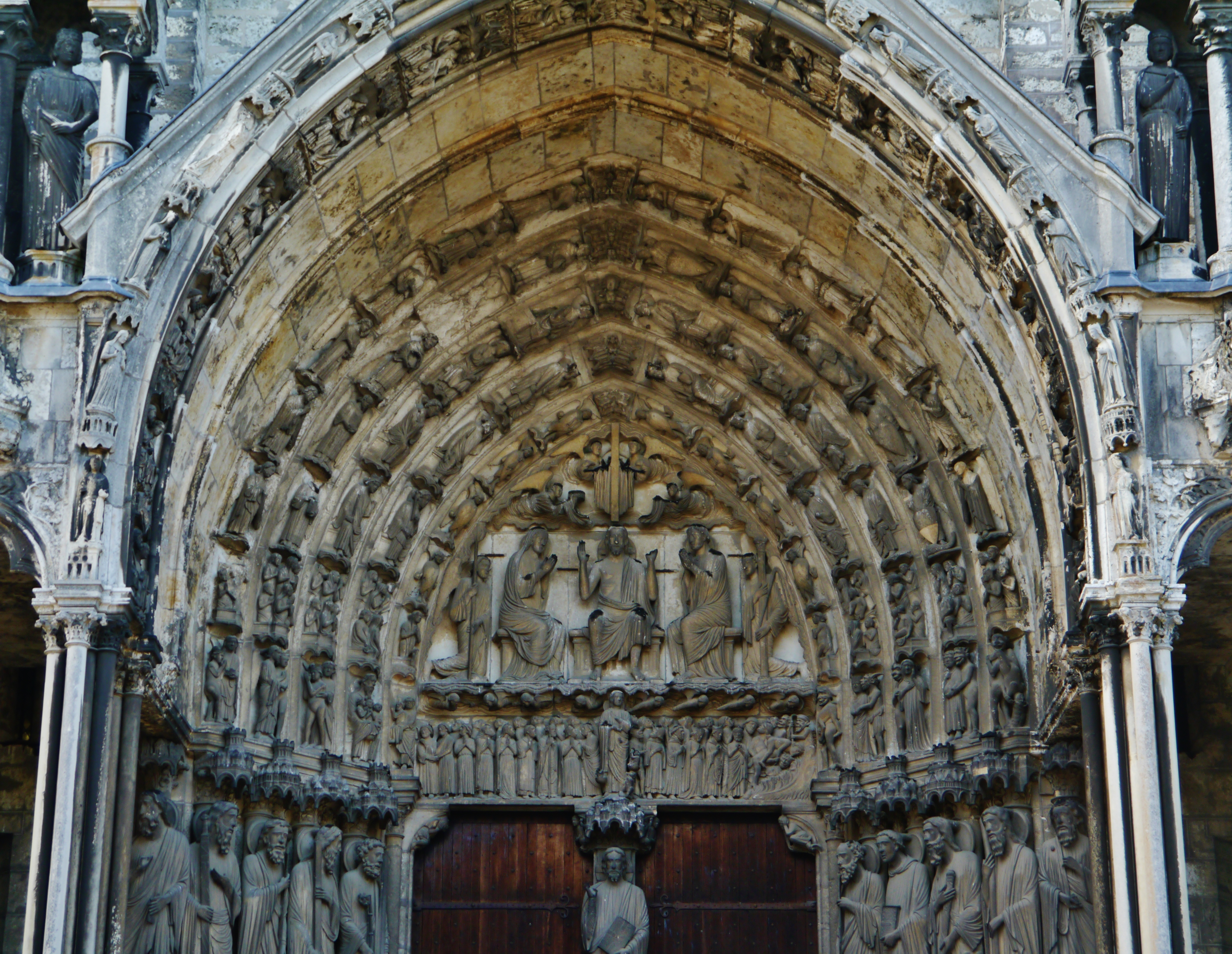
Tympanon des mittleren Südportals

Das Südportal hat als Sonnenseite im Gegensatz zum Nordportal das Neue Testament zum Thema und besonders das Jüngste Gericht. Die Datierung ist dieselbe wie die des Nordportals, also wahrscheinlich die Planung um 1210 und die Ausführung zwischen 1220 und 1230.
Bei der gewaltigen Ausdehnung dieses plastischen Programms ist klar, dass hier nicht nur ein Bildhauer gearbeitet hat, sondern dass es hier eine ganze Schule gab, dass hier viele Steinmetze zusammenkamen und ein zusammenhängendes Werk geschaffen haben, das in seiner Zeit im ganzen lateinischen Abendland einmalig war, entsprechende Berühmtheit erlangte und für die Entwicklung der Bildhauerei maßgebenden Einfluss hatte.
In diesen Werkstätten mit ihrem ungeheueren Bedarf an Mitarbeitern befanden sich fraglos auch junge Deutsche, die ihre Kenntnisse der neuen Kunst dann nach Straßburg etc. brachten. Wie in diesen gewaltigen Werkstätten alle Altersschichten nebeneinander arbeiteten und verschiedene Stufen der Entwicklung vertraten, waren ebenso weniger begabte neben genialen Bildhauern tätig. Damit war eine enorme Variationsbreite von stilistisch und qualitativ Unterschiedlichem gegeben. Formal Älteres konnte später entstehen als Progressives, was die erhebliche Unsicherheit in den Datierungsfragen verursacht.
Als Beispiel für das kaum entscheidbare Neben- und Nacheinander verschiedener Entwicklungsstufen oder Individualitäten kann ein Vergleich dienen zwischen der rechten Dreiergruppe – die Hll. Stephanus, Clemens und Laurentius – und zwischen dem Hl. Theodor links. Die rechte Gruppe bildet eine Art Handlungseinheit von dem zelebrierenden Papst in der Mitte mit zwei begleitenden Diakonen. Diese Gruppe ist stärker der vergangenen Frontalität und Säulenhaftigkeit verpflichtet als der hl. Theodor links, der als eine der vollkommensten Verkörperungen des ritterlichen Menschenideals im 13. Jh. (1215–1270) gilt. Er trägt die zeitgenössische Tracht der Krieger. Unter dem lose fallenden Gewand mit seinen natürlichen Faltenbildungen, die nach unten an plastischer Stärke und Schwere gewinnen, bewegt sich frei der harmonisch proportionierte Körper, der von einem Kettenhemd überzogen ist. Die Füße stehen fest auf einer waagerechten Platte, was bei Clemens und seinen Begleitern nicht der Fall ist. „Nichts Rohes, Gewalttätiges, Ungeschlachtes“ ist mehr in diesem Bild eines Ritters, „der durch seine Schönheit von einer neuen Gesittung, einer neuen Auffassung des Adels zeugt.“

## Spätere Zubauten
Die Sakristei wurde noch im 13. Jahrhundert errichtet. Auf den Kapitelsaal wurde 1332–1342 die Kapelle Saint-Piat gesetzt, aber erst zwischen 1358 und 1365 eingewölbt.

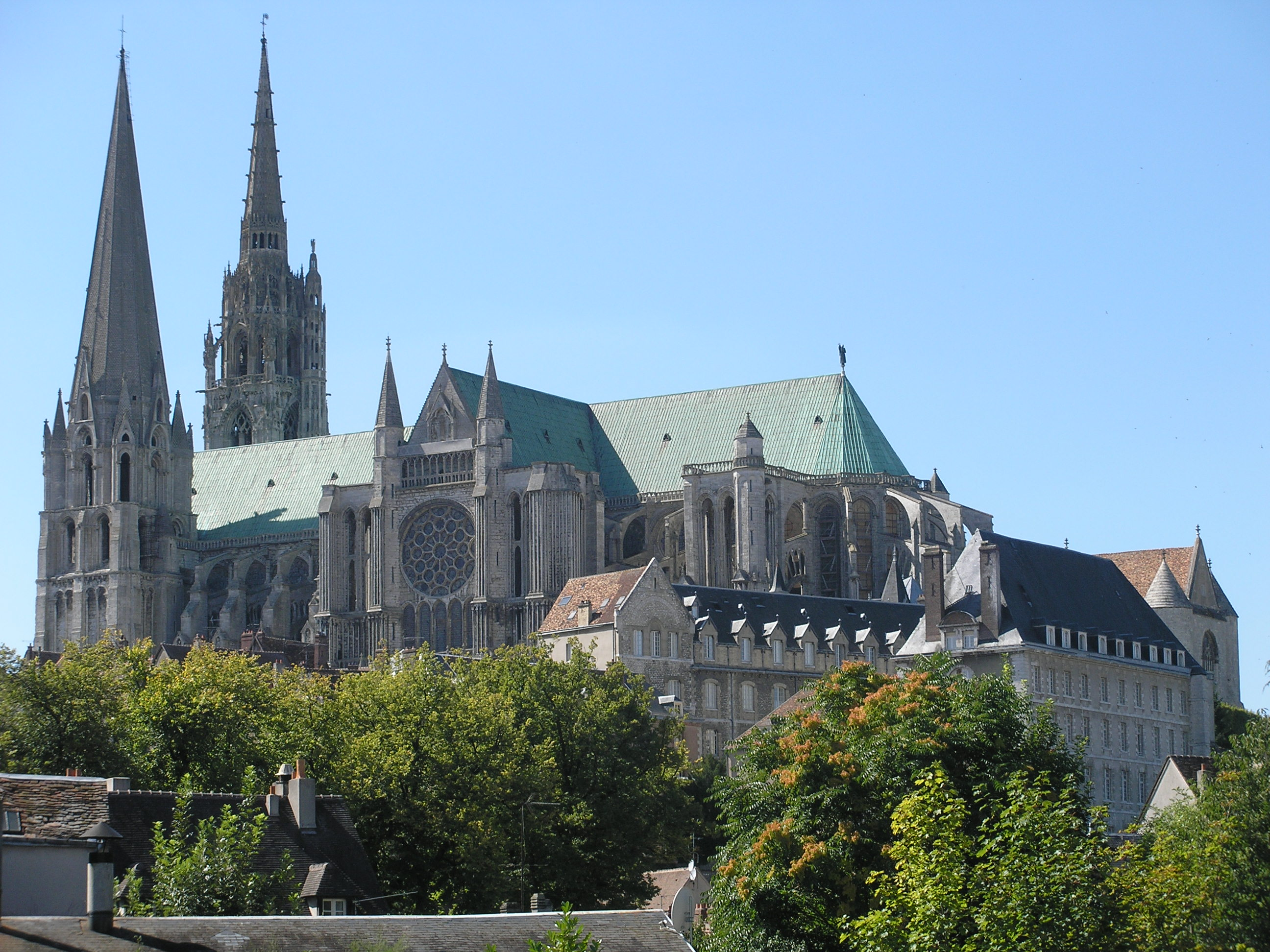
Gesamtansicht
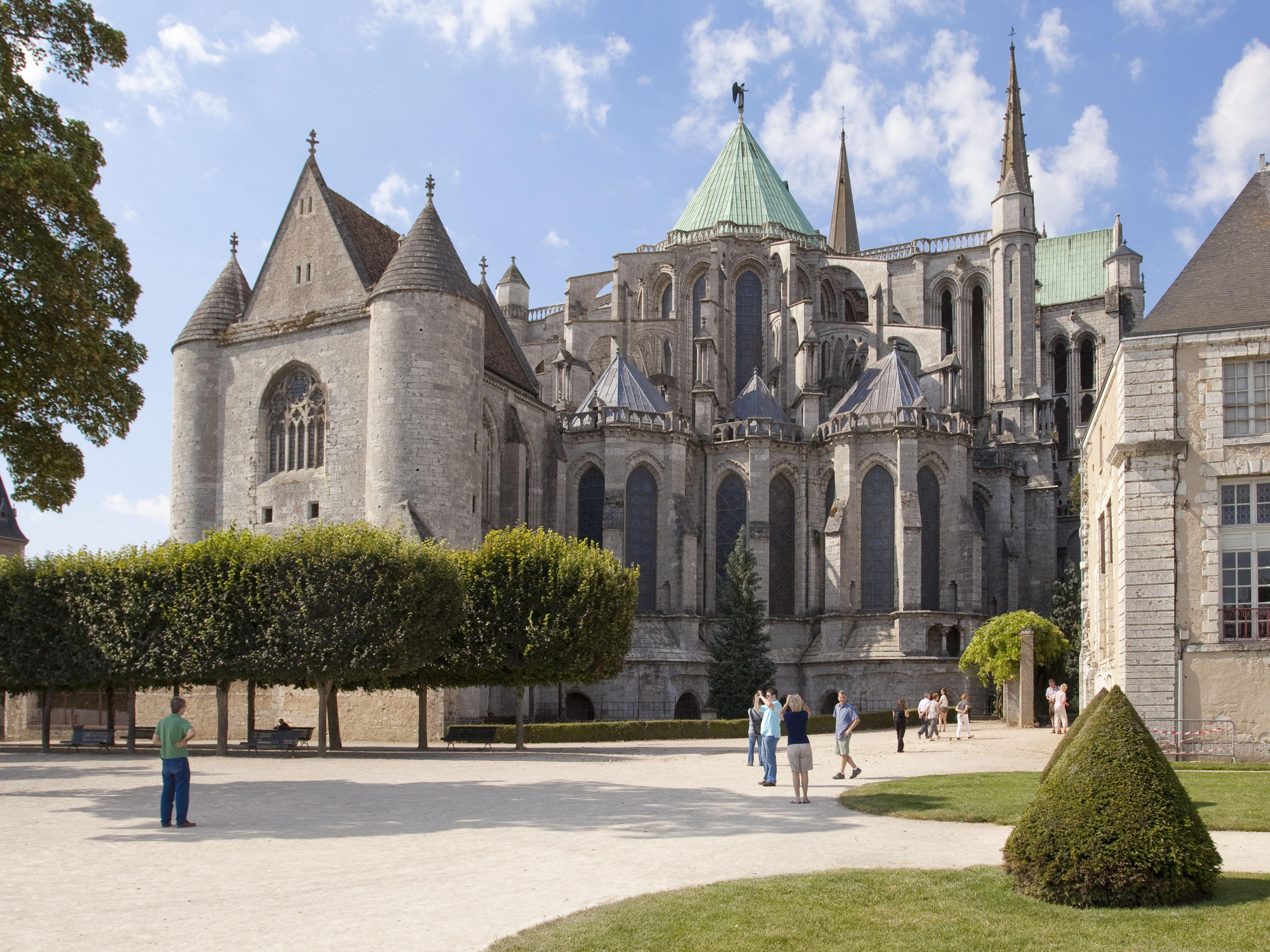
Chor mit Umgangskapellen, dazu links die Kapelle Saint-Piat aus dem 14. Jh.

## Innenraum

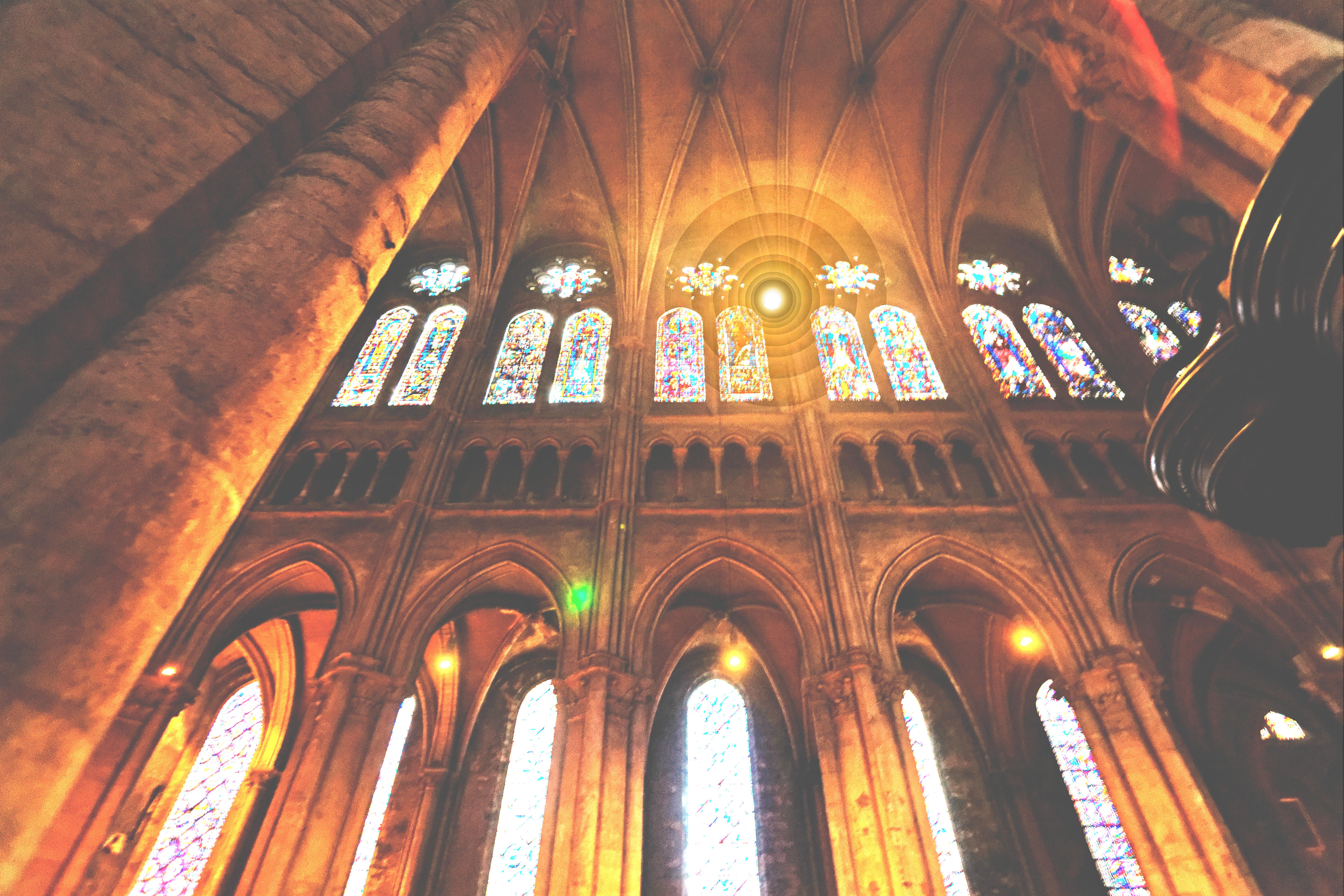
Wandaufriss des Langhauses

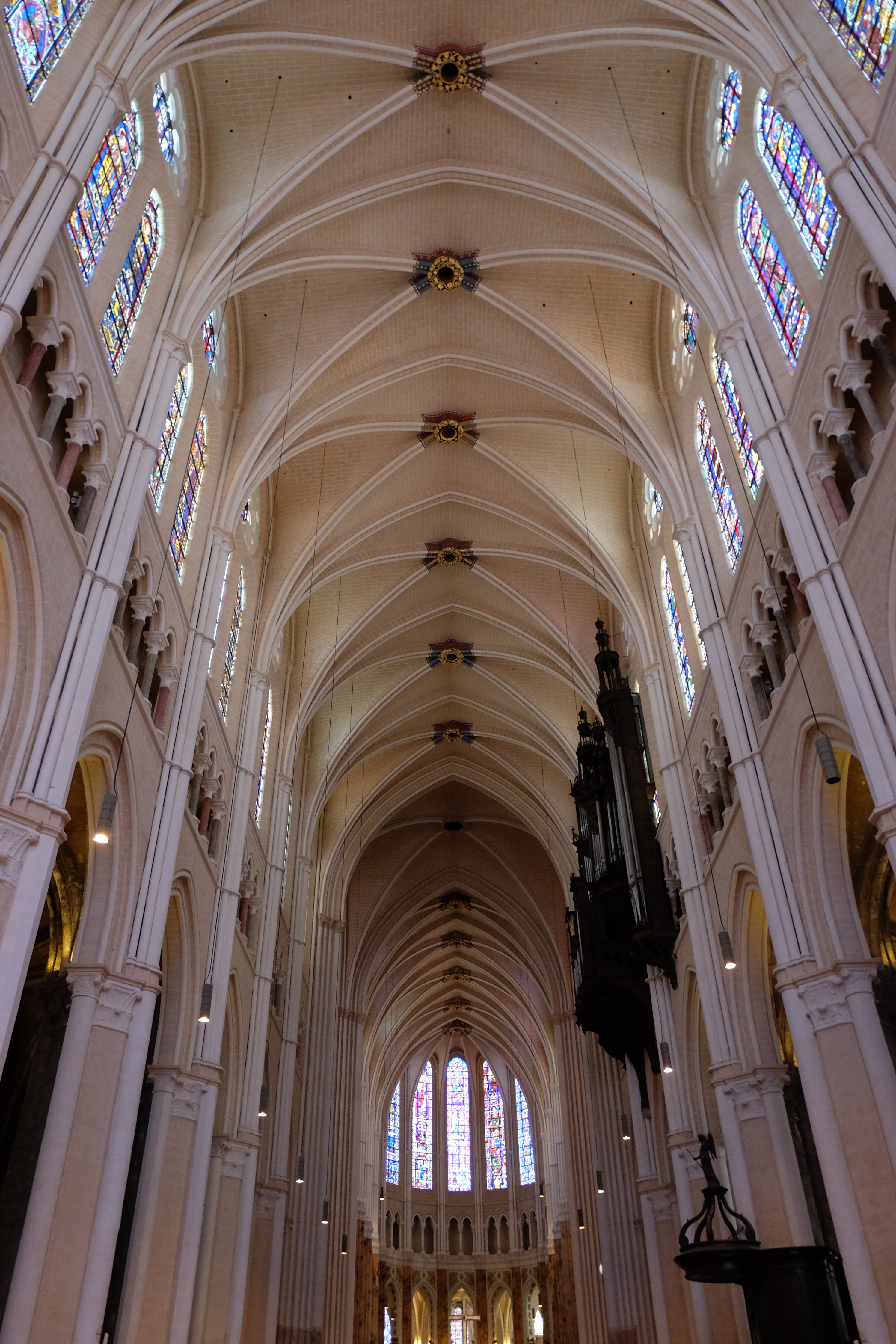
Mittelschiff, Vierung, Chor

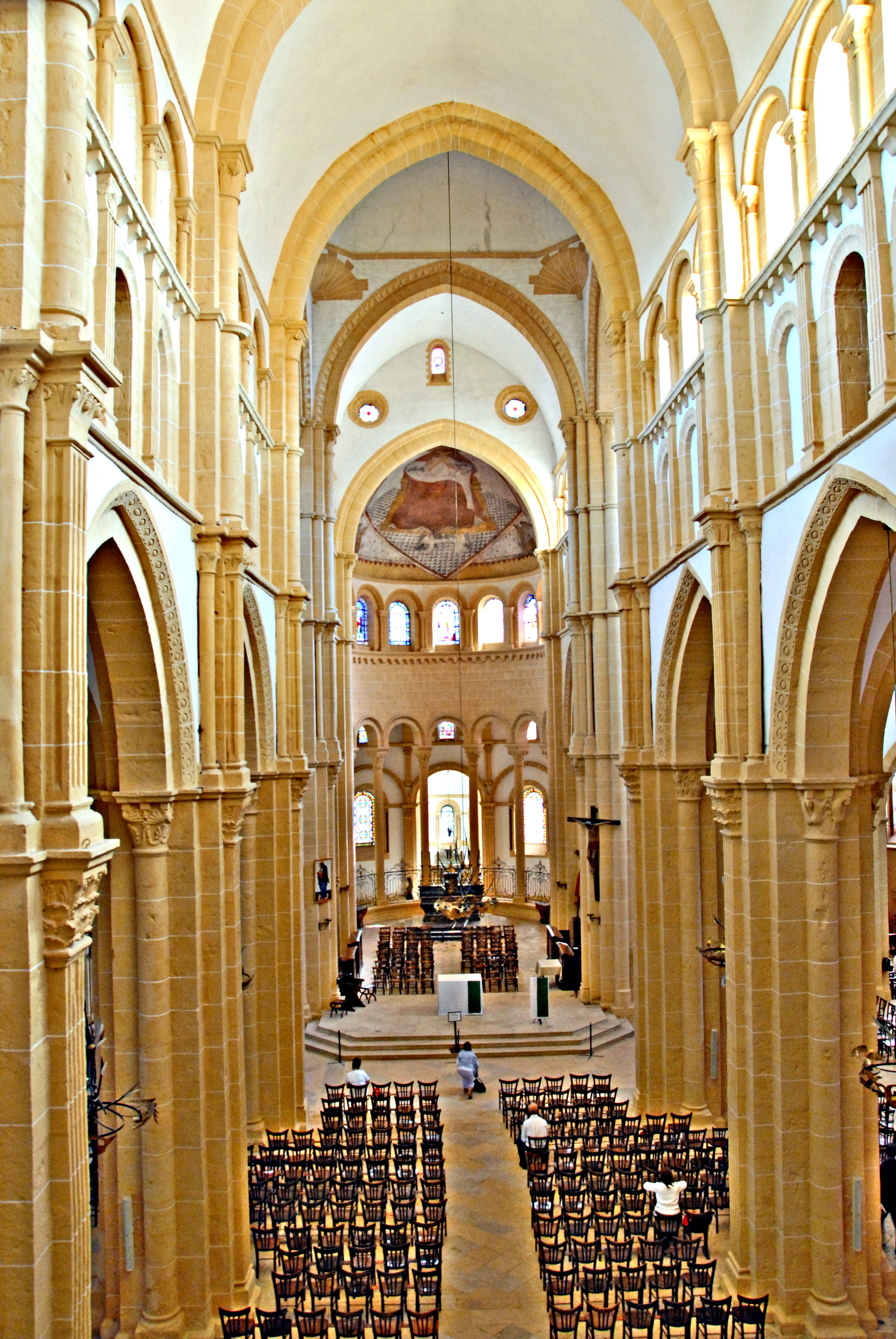
Paray-le-Monial, ab 1090: Wandaufbau dreizonig, Dienste vom Boden an, Umgangschor mit zwei Reihen Obergaden

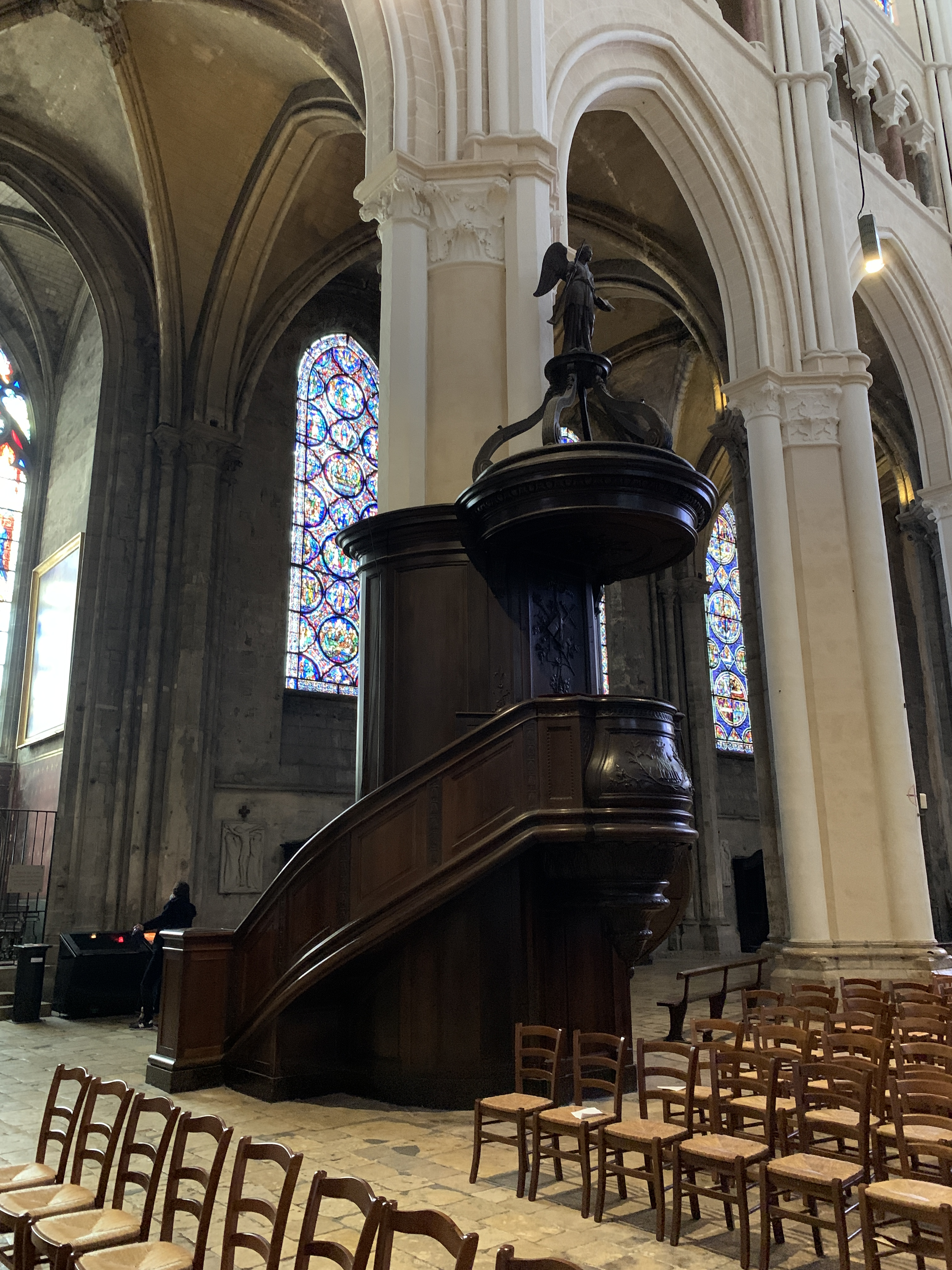
Kanzel und Seitenschiff

Das Mittelschiff von Chartres ist 1220 vollendet worden und hat eine Gewölbehöhe von 36,5 Metern. Vierteilige Rippengewölbe in den Seitenschiffen sind seit Beginn der Gotik üblich; die Kathedrale von Chartres ist vielleicht die erste gotische Kathedrale mit solchen Gewölben im Mittelschiff, aber schon das Langhaus der ab 1138 errichteten Abteikirche von Pontigny aus der ersten Phase der Gotik hat solche Gewölbe im Mittelschiff. Wie im ab 1185 errichteten zweiten Chor von Pontigny reichen die Dienste der Mittelschiffsgewölbe der Kathedrale von Chartres bis zum Boden, im eben genannten Langhaus reichen sie nur bis zur halben Höhe der Arkaden herab. Zwischen Arkaden und Obergaden hat die zisterziensisch-karge Abteikirche nur kahle Wandflächen. Dreizonige Wandaufrisse mit Blendtriforium haben aber schon die ab 1090 nach dem Vorbild von Cluny III errichtete Prioratskirche von Paray-le-Monial, die 1070–1130 für eine Benediktinerinnenabtei errichtete Kirche Ste-Trinité in Caen und das mit angevinischen Gewölben gedeckte, kurz vor Chartres begonnene Langhaus der Kathedrale von Rouen. Vielleicht das erste als zum Innenraum geöffnete Zwerggalerie angelegte Triforium hat der im Übergangsstil von der Romanik zu Gotik errichtete und 1163 geweihte Chor der Abtei Saint-Germain-des-Prés in Paris, allerdings schließen dessen Öffnungen nicht mit Spitzbögen, sondern waagerecht.
Chartres besitzt das mit 16,40 Metern breiteste Mittelschiff in Frankreich. Seine Breite war keine willkürliche Entscheidung, sondern durch die Maße der Vorgängerkirche festgelegt, auf deren Grundmauern man aufbaute. Auf diesem Fundament setzten die Gewölbe nun zu viel größerer Höhe an. Dennoch sollten dem künstlerischen Leitgedanken des durchleuchteten Raumes folgend die tragenden Wände weitgehend entfallen. In Chartres erscheint zuerst jener dreigeschossige Aufriss, der fortan für gotische Basiliken typisch werden sollte. Damit kam die Gotik auf das Aufrisssystem ihrer Anfangszeit in Sens zurück, allerdings in deutlich veränderter Gestalt.
Die Obergadenzone ist von gleicher Höhe wie die der Arkaden. Beide stehen damit wieder im Verhältnis von 1:1 – wie das Vierungsquadrat. Dieses Zahlenverhältnis galt im 12. Jahrhundert als vollkommen und seine geometrische Darstellung so als das Abbild Gottes. Die Kirche besitzt noch ein dunkles Triforium.
Im Langhaus von Pontigny aus dem Gothique primitif waren die vierteiligen Mittelschiffsjoche annähernd quadratisch angelegt worden. Im ab 1185 errichteten zweiten Chor dieser Abteikirche wurden sie querrechteckig angelegt, annähernd doppelt so breit wie lang. Diese Form übernahm man in Chartres für das hier deutlich breiter zu bauende Mittelschiff. Bei Prozessionen vom Westportal zum Altar ließ das den Weg weiter erscheinen, aber die Bewegung schneller.
In Chartres erhielten die mächtigen Arkadenpfeiler eine bis dahin seltene Form, bei der schlanke Begleitsäulen vor den Längs- und Querachsen eines Pfeilers stehen. Diese Form wird als kantonierter Pfeiler bezeichnet. Das ermöglichte eine leichte Variation der Pfeilerquerschnitte: Das eine Mal ist der Pfeiler achteckig und hat vier vorgelegte runde Dreiviertelsäulen, das andere Mal sind einem runden Pfeiler vier achteckige Säulen vorgelegt – eine Art von Stützenwechsel, der doch sonst als typisch romanisch gilt. Die vielleicht ersten kantonierten Pfeiler finden sich in der Klosterkirche Ilbenstadt (1123–1159). Dort ist allerdings der Stützenwechsel ausgeprägter, sind die Pfeilerkerne abwechselnd rund und quadratisch.

### Fenster

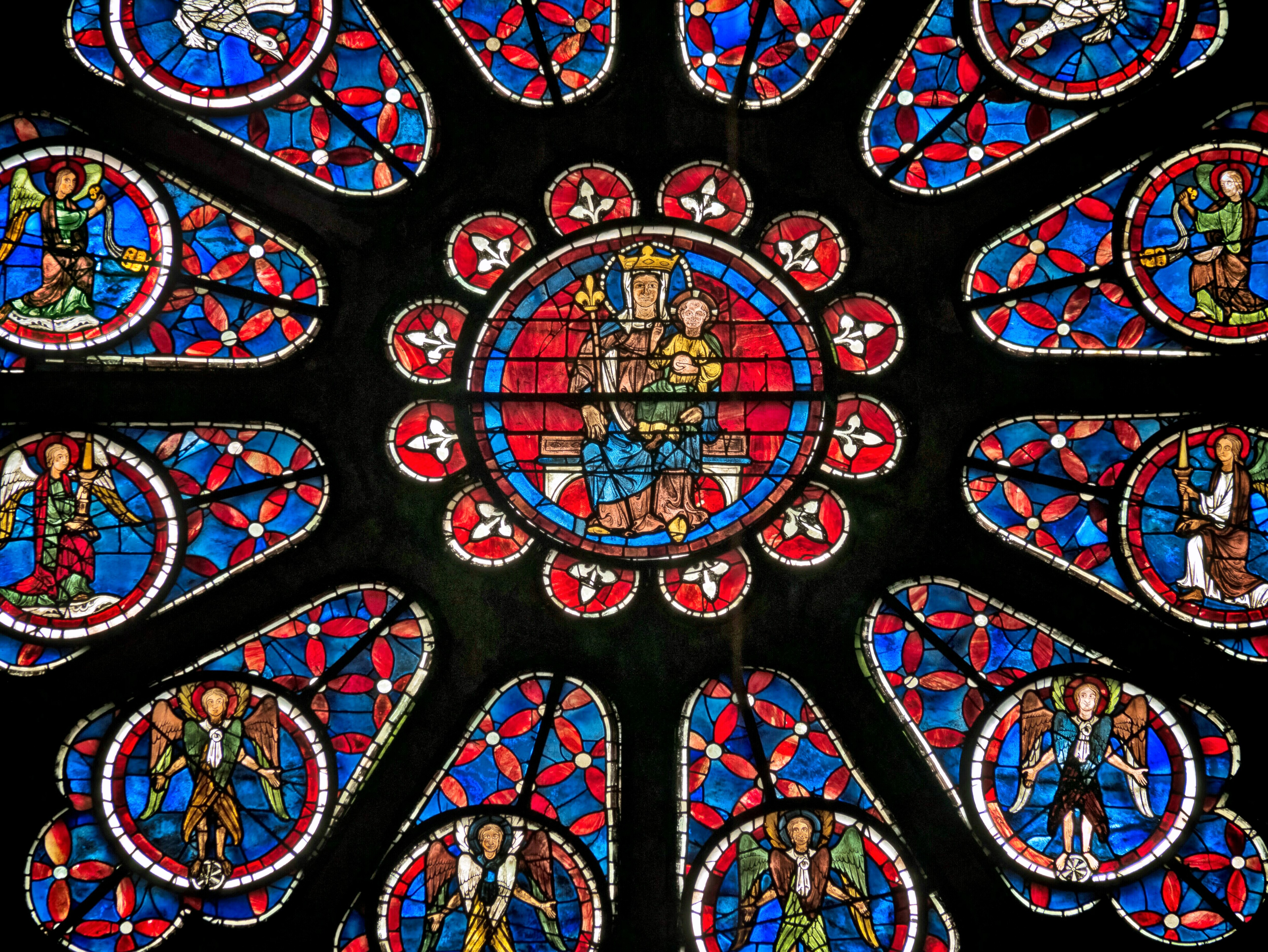
Madonna in der Nordrose

Man hat von Chartres behauptet, hier sei zum ersten Mal die Architektur nur mehr als Gerüst für die insgesamt 176 Fenster aufgefasst. Die Fenster übernehmen in Chartres in etwa die Funktion, die zuvor der hinteren Raumschichtung zukam, wandeln jedoch den Blick in ein dunkles Inneres zu dem in ein helles Äußeres. Chartres besitzt unter allen gotischen Kathedralen den größten Bestand an erhaltenen Originalfenstern. Die Fensterflächen überspannen 2600 m² und wurden überwiegend in der Zeit von 1215 bis 1240 geschaffen, die Westfenster unter der Rose schon 1150, sie haben also den Brand von 1194 überstanden. Die Kathedrale ist mit insgesamt über 10.000 Figuren in Glas und Stein ausgestattet.
Die Stirnwand des nördlichen Querschiffs wurde um 1230 aufgrund einer Stiftung von Blanka von Kastilien mit der großen Rosette und fünf darunterliegenden Spitzbogenfenstern ausgestattet, die wie später die Querhausfenster von Notre-Dame de Paris eine große zusammenhängende Glasfläche bilden.
An den Querhäusern hat man erst später im oberen Teil des Lichtgadens große Maßwerkfenster eingezogen, die als einzige nicht aus dem 13. Jahrhundert stammen. Bei der immensen Größe des Raumes fällt dieser kleine Stilbruch aber nicht sonderlich auf.

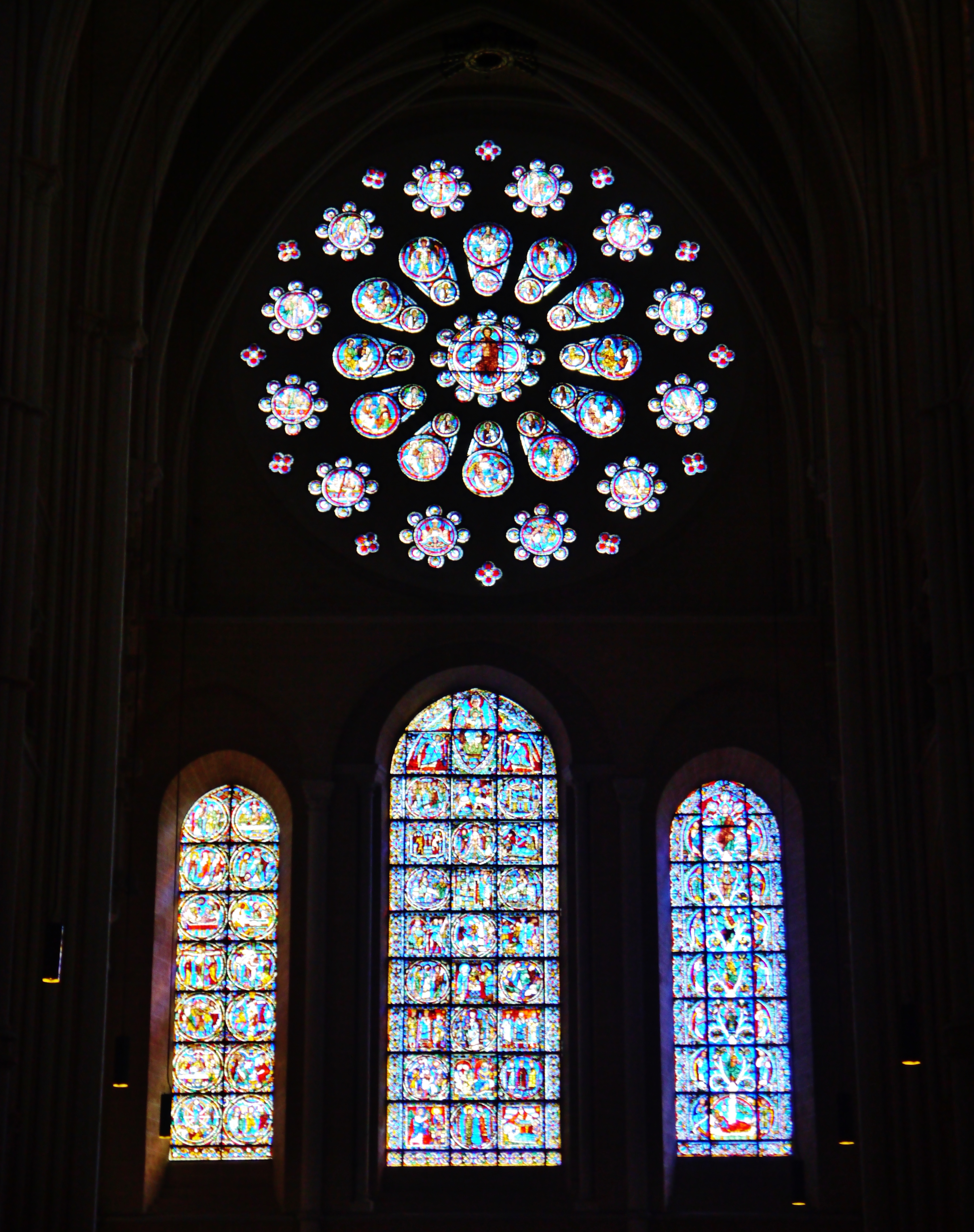
Westrose als Gruppe von Rundfenstern, gestaffelte Dreifenstergruppe, um 1150, Anfangsgotik
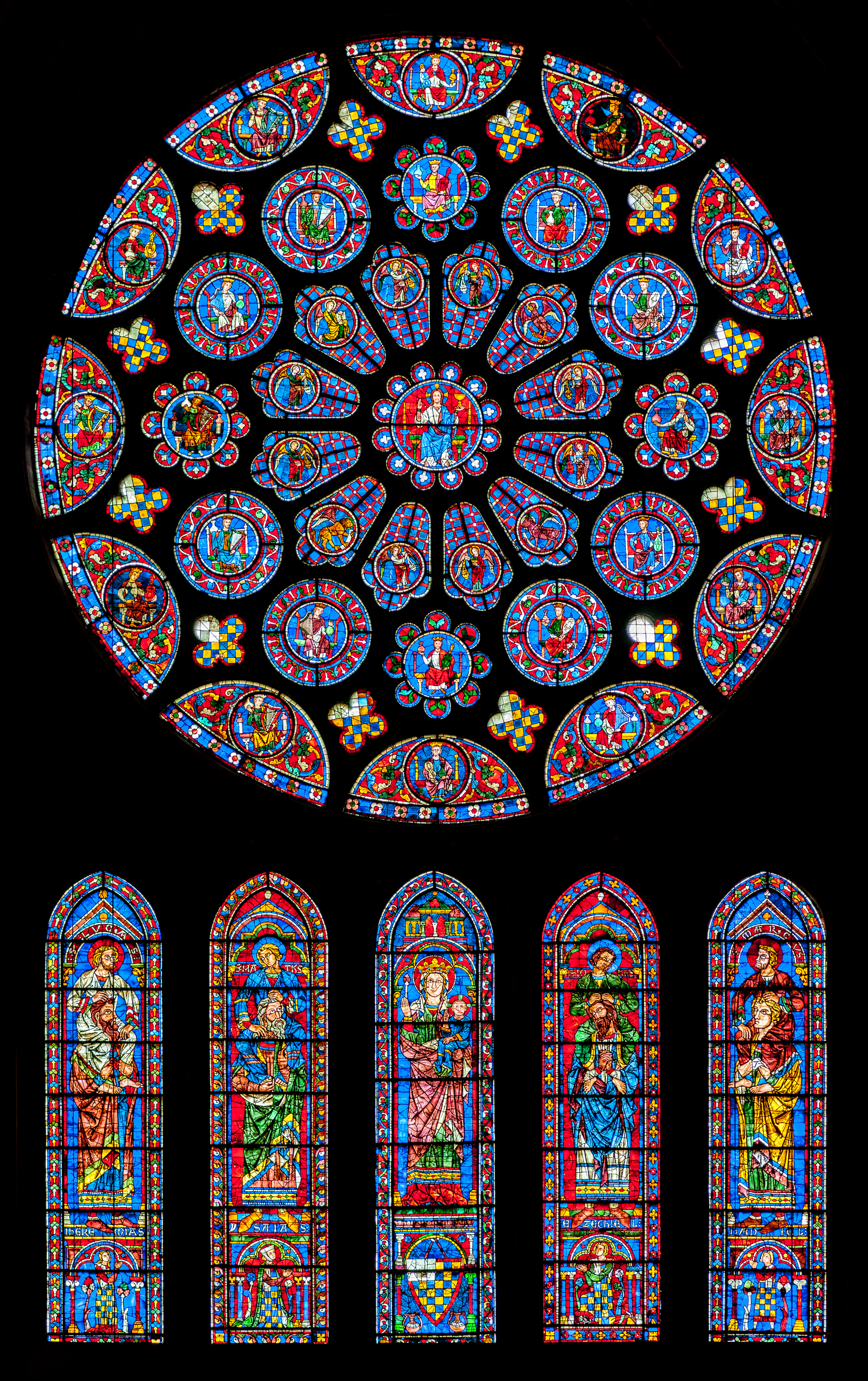
Südrose über Fünffenstergruppe, Gothique classique = reife Frühgotik
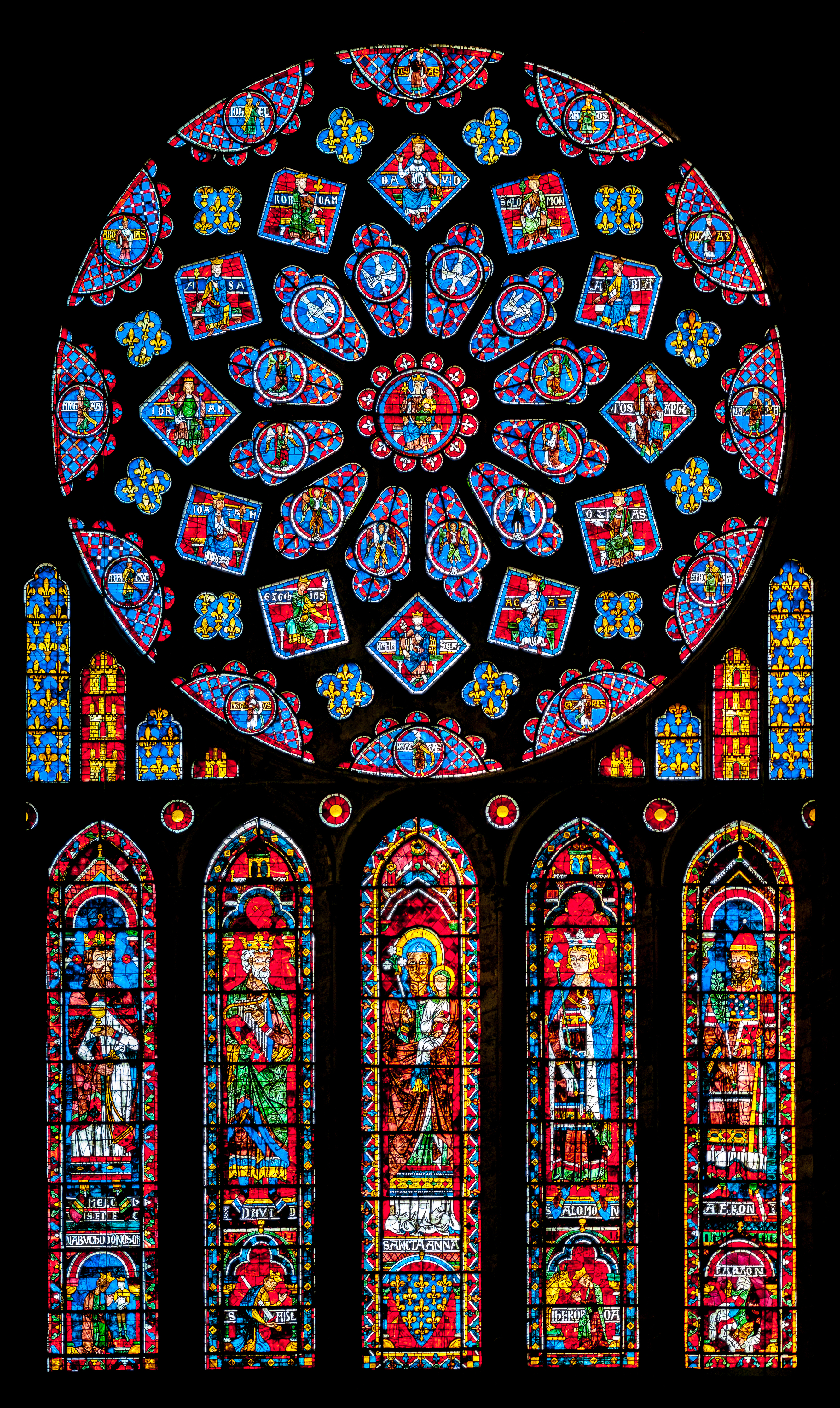
Nordrose als Teil einer großen Glasfläche, um 1230, Rayonnant-Gotik
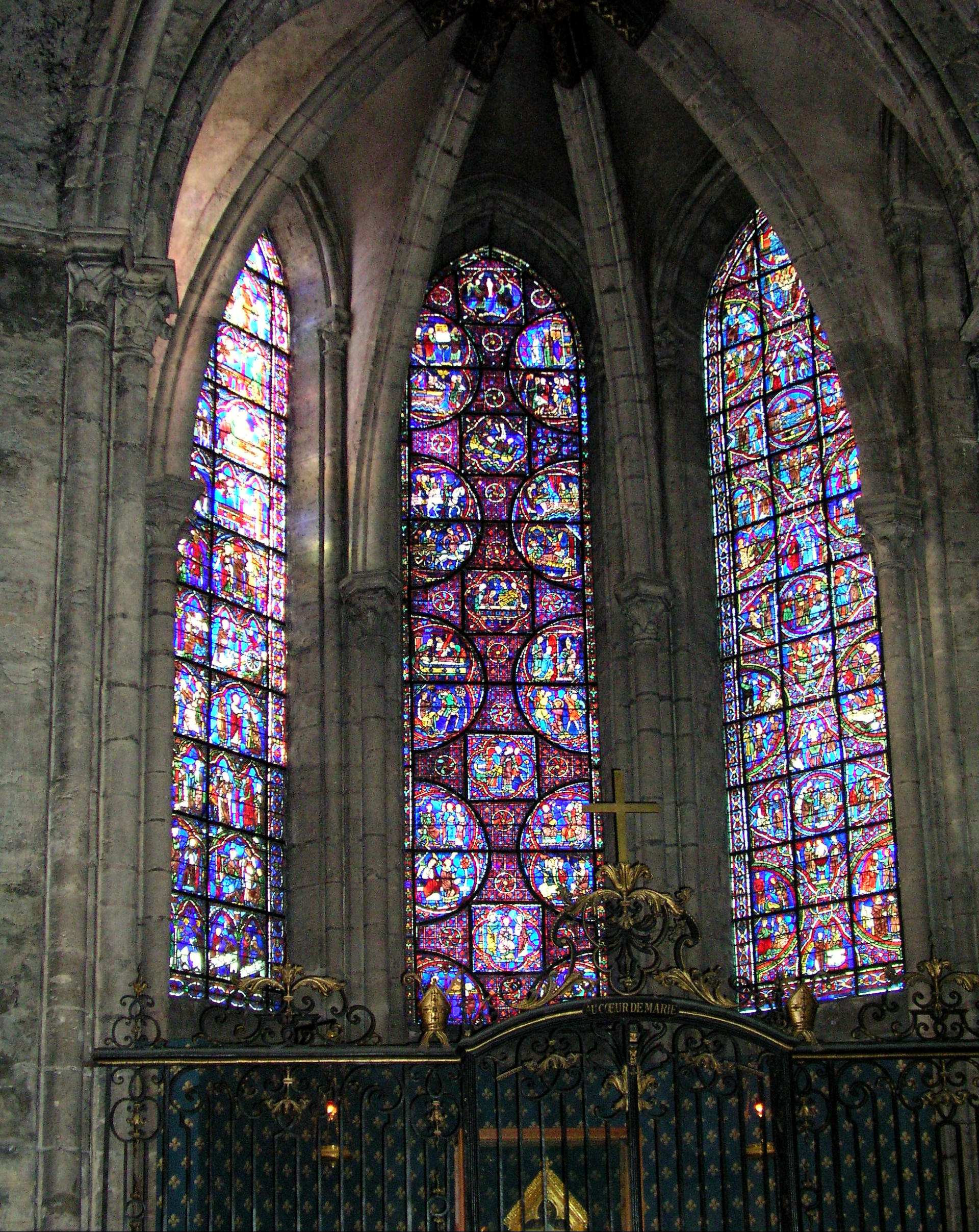
Kapelle am Chorumgang
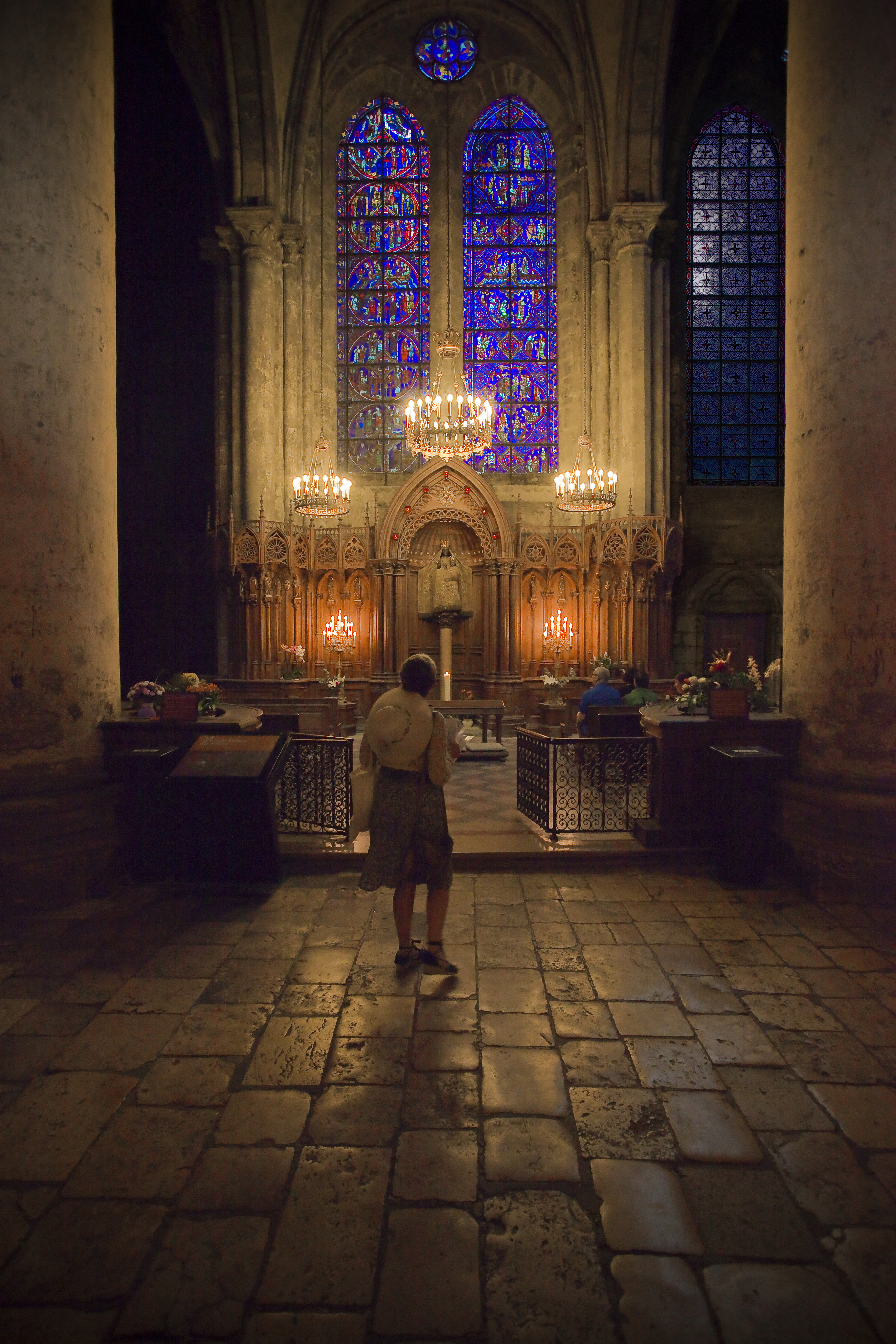
Marienkapelle mit typischer Lichtsituation
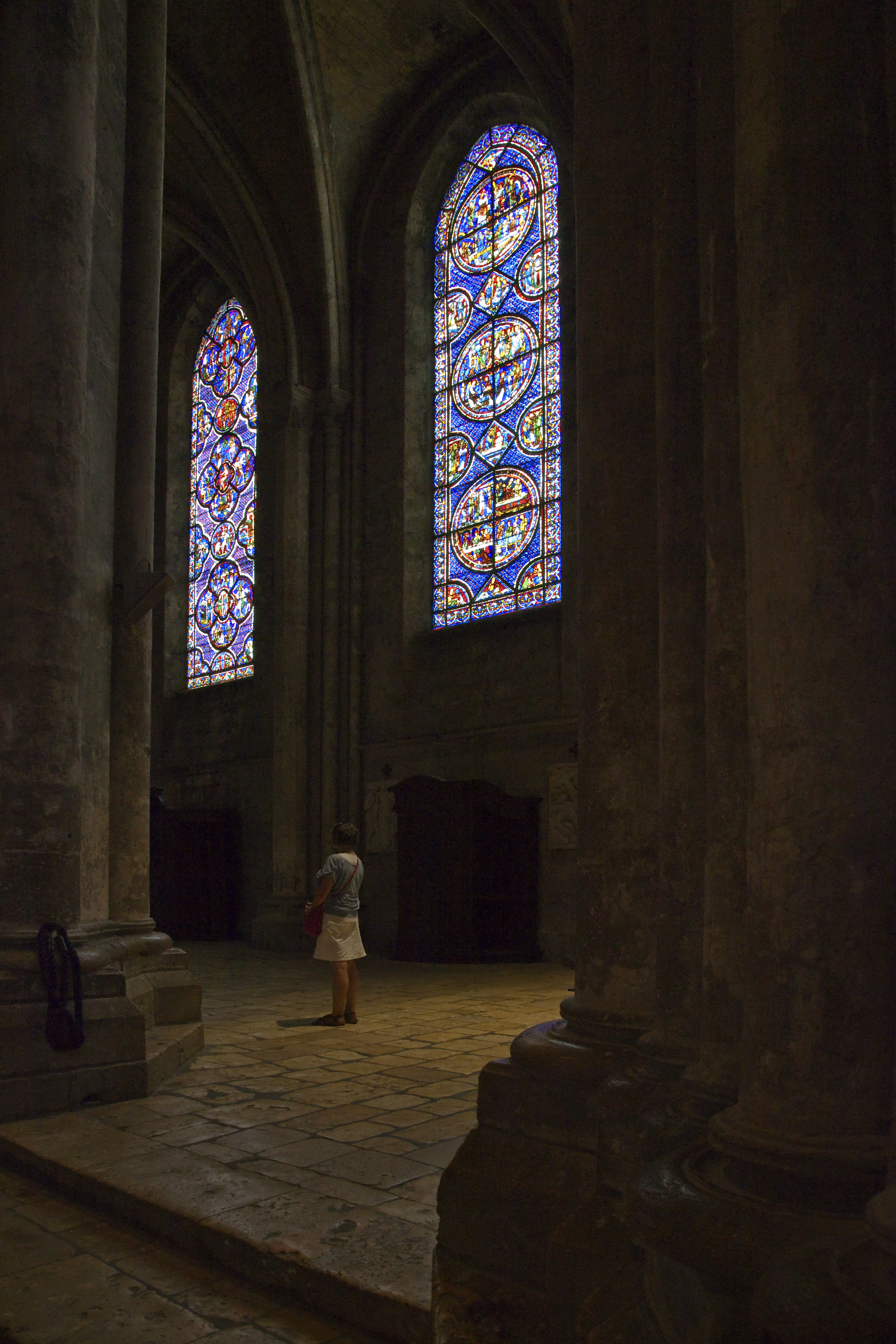
Fenster im südlichen Seitenschiff

### Die Chorschranke
Diese Mauer, welche den Chorraum komplett umschließt, war ein Projekt der Kanoniker der Kathedrale, um den Chor besser von den Pilgerscharen abzugrenzen, die den Chorumgang bevölkerten. Die 40 Gruppen von über 200 Skulpturen bilden Szenen aus dem Leben Jesu und der Jungfrau Maria ab. Der Zyklus beginnt am  südlichen Querschiff und endet nach der Umrundung des Chors am nördlichen Querschiff. Es dauerte genau zwei Jahrhunderte, von 1516 bis 1716, bis alle Skulpturen vollendet waren. Der Baumeister der Chorschranke ist Jehan de Beauce, auch Jehan Le Texier genannt, der den Bau zwischen 1513 und 1527 erstellte.
| Nummer der Szene | Thema                                                       | Datum     | Bildhauer                 | Bild |
| ---------------- | ----------------------------------------------------------- | --------- | ------------------------- | ---- |
| 1                | Ankündigung der Geburt Mariens an Joachim                   | 1519      | Jehan Soulas              |      |
| 2                | Ankündigung der Geburt Mariens an Anna                      | 1519      | Jehan Soulas              |      |
| 3                | Zusammentreffen von Joachim und Anna an der Goldenen Pforte | 1519      | Jehan Soulas              |      |
| 4                | Mariä Geburt                                                | 1519      | Jehan Soulas              |      |
| 5                | Darstellung Mariens im Tempel                               | 1521      | Jehan Soulas              |      |
| 6                | Die Hochzeit von Maria und Josef                            | 1521      | Jehan Soulas              |      |
| 7                | Die Verkündigung durch Gabriel                              | 1521      | Jehan Soulas              |      |
| 8                | Märia Heimsuchung                                           | 1529      | Jehan Soulas              |      |
| 9                | Josefs Traum                                                | 1529      | Jehan Soulas              |      |
| 10               | Die Geburt Jesu                                             | 1529      | Jehan Soulas              |      |
| 11               | Die Beschneidung Jesu                                       | 1529      | Jehan Soulas              |      |
| 12               | Die Anbetung der Heiligen drei Könige                       | 1529      | Jehan Soulas              |      |
| 13               | Die Darstellung Jesu im Tempel                              | 1543      | François Marchand         |      |
| 14               | Der Kindermord in Bethlehem                                 | 1543      | François Marchand         |      |
| 15               | Die Taufe Jesu                                              | 1524–1548 | Nicolas Guybert (?)       |      |
| 16               | Die Versuchungen Christi                                    | 1611      | Thomas Boudin             |      |
| 17               | Die Heilung der Tochter der kanaanäischen Frau              | 1611      | Thomas Boudin             |      |
| 18               | Die Verklärung Christi                                      | 1611      | Thomas Boudin             |      |
| 19               | Jesus und die Ehebrecherin                                  | 1680      | Jean Dedieu               |      |
| 20               | Die Heilung des Blindgeborenen                              | 1683      | Pierre Le Gros der Ältere |      |
| 21               | Der Einzug Jesu in Jerusalem                                | 1705      | Jean-Baptiste Tuby        |      |
| 22               | Jesus im Garten Getsemani                                   | 1716      | Simon Mazière             |      |
| 23               | Der Kuss des Judas                                          | 1716      | Simon Mazière             |      |
| 24               | Jesus vor Pontius Pilatus                                   | 1716      | Simon Mazière             |      |
| 25               | Die Geißelung                                               | 1713      | Simon Mazière             |      |
| 26               | Die Krönung Jesu mit der Dornenkrone                        | 1715      | Simon Mazière             |      |
| 27               | Die Kreuzigung Jesu                                         | 1714      | Simon Mazière             |      |
| 28               | Die Beweinung Christi                                       | 1714      | Simon Mazière             |      |
| 29               | Die Auferstehung Christi                                    | 1610–1611 | Thomas Boudin             |      |
| 30               | Die Frauen am leeren Grab                                   | 1610–1611 | Thomas Boudin             |      |
| 31               | Die Emmausjünger                                            | 1610–1611 | Thomas Boudin             |      |
| 32               | Die Erscheinung des Auferstandenen vor Thomas               | 1610–1611 | Thomas Boudin             |      |
| 33               | Die Erscheinung des Auferstandenen vor Maria Magdalena      | 1516–1517 | unbekannter Künstler      |      |
| 34               | Christi Himmelfahrt                                         | 1516–1517 | unbekannter Künstler      |      |
| 35               | Das Pfingstwunder                                           | 1516–1517 | unbekannter Künstler      |      |
| 36               | Die Anbetung des heiligen Kreuzes                           | 1516–1517 | unbekannter Künstler      |      |
| 37               | Der Marientod                                               | 1516–1517 | unbekannter Künstler      |      |
| 38               | Die Beisetzung Mariens                                      | 1516–1517 | unbekannter Künstler      |      |
| 39               | Die Aufnahme Mariens in den Himmel                          | 1516–1517 | unbekannter Künstler      |      |
| 40               | Die Marienkrönung                                           | 1516–1517 | unbekannter Künstler      |      |

## Ausstattung

### Orgel

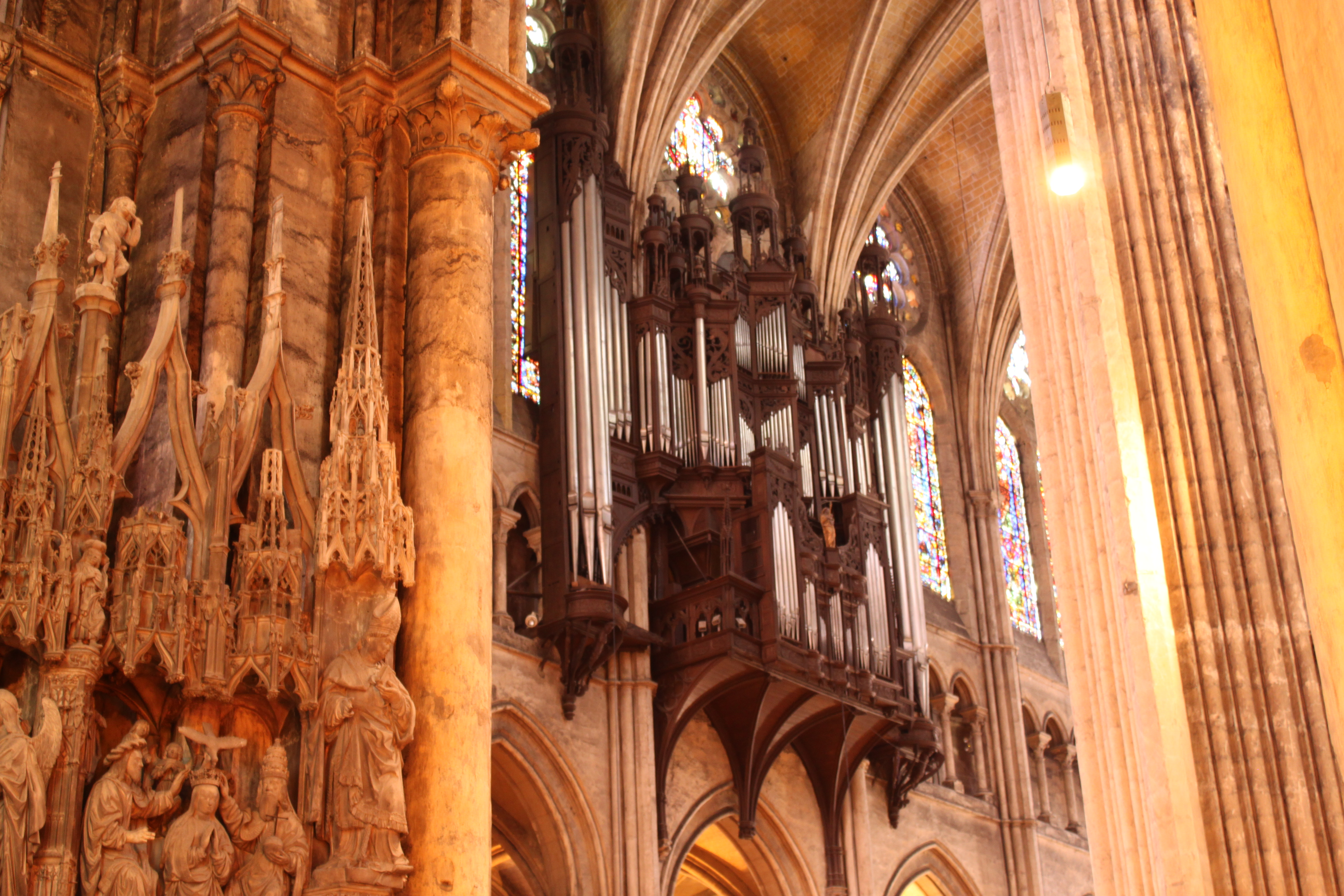
Schwalbennestorgel von Danion-Gonzalez (1971), Gehäuse von 1475

Die Geschichte der Orgel in der Kathedrale von Chartres lässt sich bis in das 14. Jahrhundert zurückverfolgen, ein schriftlicher Auftrag zum Bau einer Orgel ist auf das Jahr 1349 datiert. Über das damalige Instrument selbst ist nicht viel bekannt; es hatte zunächst wohl nur ein Manualwerk. Im Laufe der Jahrhunderte wurde die Orgel mehrfach reorganisiert und erweitert; sie erhielt so weitere Manualwerke und im 18. Jahrhundert auch ein Pedal. Nach einem Brand in der Kathedrale im Jahre 1836 wurde das beschädigte Instrument durch den Orgelbauer Gadault 1844 restauriert und war mit drei Manualwerken und einem Pedal ausgestattet. Das schon 1840 als „monument historique“ klassifizierte Orgelgehäuse, das in seinem Kernbestand 1475 von Gombault Rogerie erbaut wurde, blieb bei einer umfassenden Aufarbeitung des mechanischen Werks durch die Orgelbauer Gutschnritter-Mercklin 1911 erhalten und beherbergt auch das heutige Instrument.
Das heutige Orgelwerk wurde in den Jahren 1969 bis 1971 durch den Orgelbauer Danion-Gonzalez erstellt. Seitdem hat das Instrument 67 Register und eine Transmission auf vier Manualen und Pedal mit nachstehend aufgeführter Disposition. In den Jahren 2021–2025 soll ein Neubau im historischen Gehäuse entstehen durch Manufacture d’Orgues Muhleisen zusammen mit Olivier Chevron und Bertrand Cattiaux. Die Trakturen sind elektropneumatisch. Das Instrument hängt als Schwalbennestorgel an der rechten Wand des Langhauses. Der in zweijährigem Turnus stattfindende Concours international d’Orgue – Grand Prix de Chartres gehört zu den bedeutendsten Orgelwettbewerben.
| I Grand-Orgue C–g3 |                   |     |
| 01.                | Montre            | 16′ |
| 02.                | Bourdon           | 16′ |
| 03.                | Montre            | 08′ |
| 04.                | Flûte             | 08′ |
| 05.                | Bourdon           | 08′ |
| 06.                | Prestant          | 04′ |
| 07.                | Flûte             | 04′ |
| 08.                | Doublette         | 02′ |
| 09.                | Fourniture II     | 08′ |
| 10.                | Fourniture III    | 08′ |
| 11.                | Cymbale IV        | 06′ |
| 12.                | Cornet V (ab g0)0 | 08′ |
| 13.                | Bombarde          | 16′ |
| 14.                | Trompette         | 08′ |
| 15.                | Clairon           | 04′ |

| II Positif C–g3 |                  |         |
| 16.             | Montre           | 08′     |
| 17.             | Flûte            | 08′     |
| 18.             | Bourdon          | 08′     |
| 19.             | Prestant         | 04′     |
| 20.             | Flûte            | 04′     |
| 21.             | Doublette        | 02′     |
| 22.             | Nazard           | 02 ⁄3′  |
| 23.             | Tierce           | 01 3⁄5′ |
| 24.             | Larigot          | 01 ⁄3′  |
| 25.             | Cornet V(ab c1)0 | 08′     |
| 26.             | Plein-jeu IV     | 08′     |
| 27.             | Cymbale III      | 06′     |
| 28.             | Cromorne         | 08′     |
| 29.             | Trompette        | 08′     |
| 30.             | Clairon          | 04′     |

| III Récit C–g3 |                 |     |
| 31.            | Principal       | 08′ |
| 32.            | Cor de nuit     | 08′ |
| 33.            | Gambe           | 08′ |
| 34.            | Voix Céleste    | 08′ |
| 35.            | Flûte           | 04′ |
| 36.            | Viole           | 04′ |
| 37.            | Doublette       | 02′ |
| 38.            | Sesquialtera II | 04′ |
| 39.            | Plein jeu IV    | 08′ |
| 40.            | Cymbale III     | 06′ |
| 41.            | Voix Humaine    | 08′ |
| 42.            | Basson Haubois0 | 08′ |
| 43.            | Bombarde        | 16′ |
| 44.            | Trompette       | 08′ |
| 45.            | Clairon         | 04′ |
|                | Tremblant       |     |

| IV Echo C–g3 |              |         |
| 46.          | Principal    | 08′     |
| 47.          | Bourdon      | 08′     |
| 48.          | Flûte        | 04′     |
| 49.          | Doublette    | 02′     |
| 50.          | Nazard       | 02 ⁄3′  |
| 51.          | Tierce       | 01 3⁄5′ |
| 52.          | Piccolo      | 01′     |
| 53.          | Cymbale III0 | 06′     |
| 54.          | Trompette    | 08′     |
| 55.          | Clairon      | 04′     |

| Pédalier C–g1 |                 |     |
| 56.           | Principal       | 32′ |
|               | Montre (=Nr. 1) | 16′ |
| 57.           | Soubasse        | 16′ |
| 58.           | Montre          | 08′ |
| 59.           | Bourdon         | 08′ |
| 60.           | Principal       | 04′ |
| 61.           | Flûte           | 04′ |
| 62.           | Flûte           | 02′ |
| 63.           | Plein jeu V     | 08′ |
| 64.           | Basson          | 08′ |
| 65.           | Bombarde        | 16′ |
| 66.           | Trompette       | 08′ |
| 67.           | Clairon         | 04′ |

- Koppeln: II/I, III/I, III/II, IV/I, IV/III, I/P, II/P, III/P, IV/P

### Glocken
Im Nordturm der Kathedrale hingen einst sechs Glocken, darunter drei „Bourdons“. Die beiden größten und ältesten Glocken der Kathedrale wogen schätzungsweise 15 und 10 Tonnen. Im Jahre 1793 wurden die Glocken zu Kriegszwecken eingeschmolzen.
Heute hängen im Nordturm sechs Glocken, die in den 1840er Jahren gegossen wurden.
| Glocke | Name      | Gussjahr | Gießer                                        | 0Masse0 | Schlagton |
| ------ | --------- | -------- | --------------------------------------------- | ------- | --------- |
| 1      | Marie     | 1840     | Alexandre und Jean-Baptiste Cavillier, Amiens | 6200 kg | g°        |
| 2      | Joseph    | 1840     | Alexandre und Jean-Baptiste Cavillier, Amiens | 2350 kg | h°        |
| 3      | Anne      | 1845     | Gebrüder Petitfour, Arbot, Haute-Marne        | 2040 kg | d¹        |
| 4      | Élisabeth | 1845     | Gebrüder Petitfour, Arbot, Haute-Marne        | 1515 kg | e¹        |
| 5      | Fulbert   | 1845     | Gebrüder Petitfour, Arbot, Haute-Marne        | 1095 kg | fis¹      |
| 6      | Piat      | 1845     | Gebrüder Petitfour, Arbot, Haute-Marne        | 0870 kg | g¹        |

Außerdem existiert noch eine Uhrglocke, die die Wirren der Französischen Revolution überstand. Die Glocke wiegt 4.900 kg und wurde 1520 von Pierre Savyet gegossen. Sie hat den Schlagton a°.

## Besonderheiten

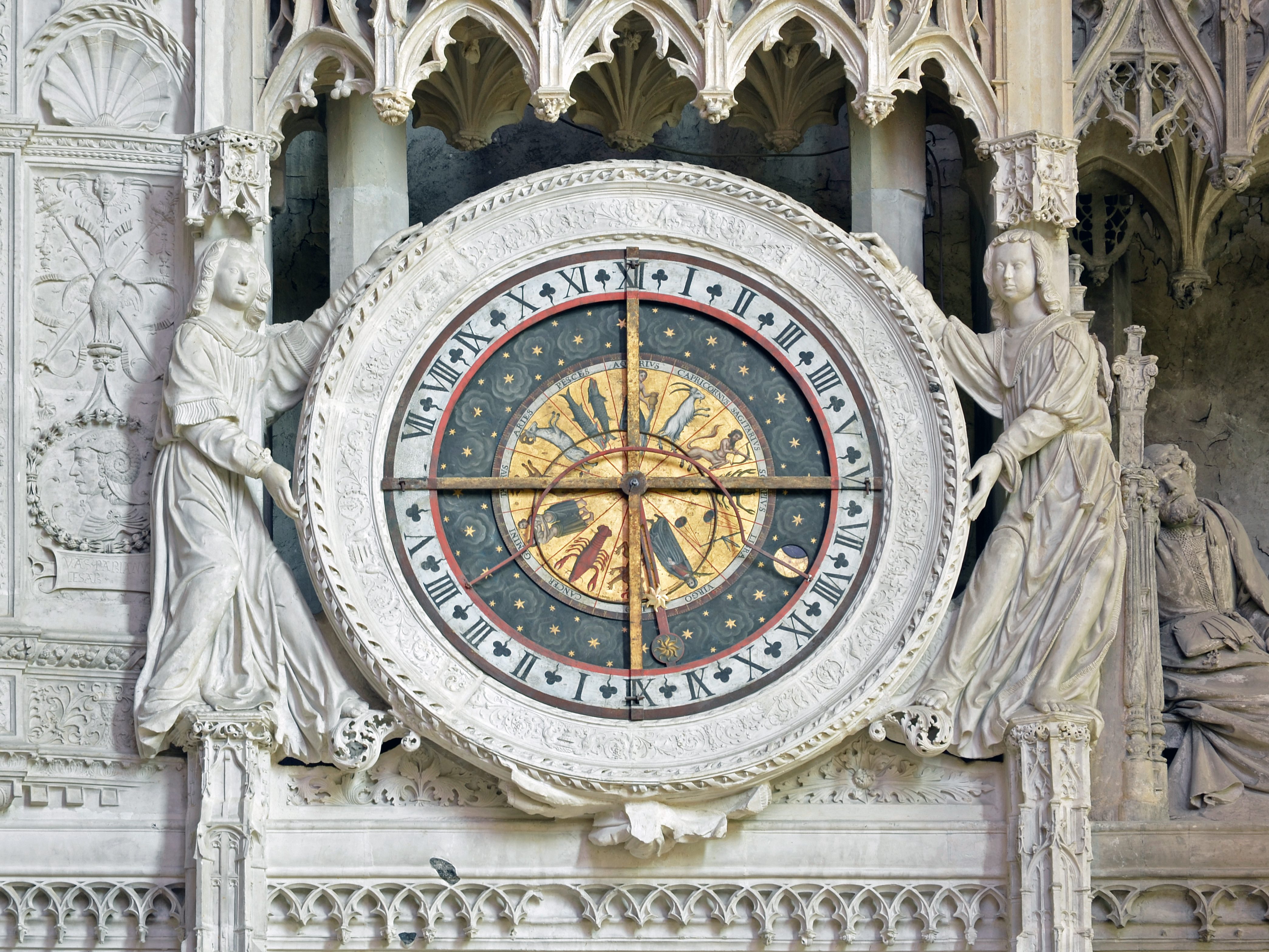
Astronomische Uhr im Chor

Von den zahlreichen Besonderheiten der Kathedrale von Chartres seien hier nur einige wenige erwähnt:
- Die Kathedrale ist in südwestlich-nordöstlicher Richtung angelegt, nicht wie üblich westlich-östlich.
- Der ganze Bau beruht auf besonderen Zahlenverhältnissen, deren Ursprung erst in Ansätzen geklärt ist. Den gesicherten wissenschaftlichen Erkenntnissen und rationalen Begründungen stehen stets auch esoterische Ansichten gegenüber.
- Der Boden steigt vom Westportal her auf einer Länge von etwa acht Metern leicht an. Angeblich soll dies bei der Reinigung der Kirche nach großem Pilgeransturm den Abfluss des Wassers erleichtert haben. Diese Erklärung muss jedoch als unwahrscheinlich bezeichnet werden.
- Im Boden ist ein Labyrinth eingelassen (entstanden um 1200), das größte in einer französischen Kirche und eines der wenigen original erhaltenen. Es weist einen Durchmesser von etwa 12,5 Meter und eine Weglänge von 261,55 Meter auf. Die einst in der Mitte angebrachte Metallplatte, Theseus und den Minotaurus darstellend, ist verschwunden.
- Unter der Krypta liegt der aus gallisch-römischer Zeit stammende 33 Meter tiefe Brunnen Puits des Saints-Forts.
- In der Krypta steht die Skulptur einer Madonna, Notre-Dame-Sous-Terre, gelegentlich auch als schwarze Madonna bezeichnet. Es ist die Kopie des in der Revolutionszeit verbrannten Originals und ein Ersatz der Vorgängerin von 1857. Wie das Original ist sie aus Birnbaumholz geschnitzt und bräunlich gefärbt.
- Auf einer Säule im Bereich zwischen nördlichem Querschiff und Chor ist eine weitere Madonna-Statue, Notre Dame du Pilier (um 1540), zu sehen, die seit ihrer Restaurierung im Jahre 2013 nicht mehr dunkel erscheint.
- Im ersten Fenster über dem südlichen Chorumgang scheint Licht durch eine mittelalterliche Glasmalerei, die ebenfalls eine Madonna, Notre Dame de la Belle Verrière, darstellt (entstanden zwischen Mitte des 12. und Mitte des 13. Jahrhunderts).
- Jeweils am Tag der Sommersonnenwende im Juni fällt bei Sonnenhöchststand durch ein kleines Loch im Fenster Saint-Apollinaire (Westmauer des Querschiffs) ein Lichtstrahl auf einen Messingknopf, der im Boden des westlichen Seitenschiffs des Südquerschiffs eingelassen ist.
- Für die Kathedrale wurde eine neue Glasfarbe entwickelt, das Chartres-Blau, das für seine Reinheit bekannt ist. Es befindet sich in den Fenstern, das Geheimnis der Herstellung dieser Farbe ist von den Glasmachern mit ins Grab genommen worden. Die Färbung des Glases beruht nach neueren Untersuchungen auf Kobalt, das aus dem sächsischen Erzgebirge stammt. Es gibt zwar auch in zahlreichen anderen Kirchen mit Kobaltblau gefärbte Glasfenster, die Technik an sich war also kein Geheimnis, jedoch bleibt die einzigartige Färbung der Fenster der Kathedrale von Chartres unerreicht.

## Filme
– chronologisch –
- Chartres, die Farben des Himmels. Dokumentarfilm, Deutschland, 2020, 52:00 Min., Buch und Regie: Jean-Baptiste Mathieu, Produktion: MedienKontor, Geo, arte, Reihe: GEO Reportage, Erstsendung: 20. Dezember 2020 bei arte, Inhaltsangabe von arte, (Memento vom 21. Dezember 2020 im Internet Archive). Über die Glasmalereien der Kathedrale und deren Restaurierung, die etwa alle 100 Jahre durchgeführt werden.

- Frankreich – Die Kathedrale von Chartres. (OT: France – La cathédrale de Chartres.) Dokumentarfilm, Frankreich, 2018, 25:56 Min., Buch und Regie: Bruno Victor-Pujebet & Delphine Cohen, Produktion: ZED, arte France, Reihe: Stätten des Glaubens (OT: Des monuments et des hommes), Erstsendung: 15. Januar 2019 bei arte, Inhaltsangabe von ARD.

- Die Kathedrale von Chartres. (OT: Chartres Cathedral.) Dokumentarfilm mit Spielszenen, USA, 2006, 50 Min., Buch und Regie: Stuart Everett, Produktion: Parallax Film, Reihe: Antike Mega-Bauwerke  (OT: Ancient Megastructures), deutsche Erstsendung: 22. Dezember 2007 bei N24, Inhaltsangabe von fernsehserien.de, Vorschau, 0:56 Min. von Parallax Film.

- Chartres und der Geist des Mittelalters. Dokumentarfilm, Deutschland, 1997, 58:00 Min., Buch: Ulrike Ziegler [Bleek], Regie: Stephan Bleek, Kamera: Hermann Reichmann, Produktion: zb Media, Bayerischer Rundfunk, Reihe: Schauplätze der Weltkulturen, Folge 4, Inhaltsangabe von ARD, Internet-Video, (Ausschnitt, 5:11 Min.), Film-Reportage.